# Оливети
Оливети АД (на италиански: Olivetti S.p.A.) е търговско дружество от групата Телеком Италия (Telecom Italia), която оперира в сферата на информационните и комукационните технологии. В миналото е една от най-важните компании в областта на пишещите машини, изчислителната техника и електрониката.
Сред най-значимите му иновации са Divisumma 14 – първият електромеханичен калкулатор в света в състояние да извършва всички 4 операции и да отпечатва резултата, Elea 9003 – един от първите напълно транзисторни компютри и Programma 101 – първият персонален компютър, от който идват съвременните персонални компютри (PC).

## История

### 1908 – 1932: Камило Оливети
По инициатива на италианския инженер от еврейски произход Камило Оливети в град Ивреа, Северна Италия на 29 октомври 1908 г. е създадено командитното дружество Ing. Olivetti et Compagnia с цел проектирането и производството на пишещи машини. Оливети основава една от най-големите и иновационни технически компании в Италия.
Първоначалният дружествен капитал е 350 000 италиански лири. Инж. Оливети участва в него с 220 000 лири, в които освен пари се включват земи и индустриална постройка, в която се помещава CGS – фабрика за електрически измервателни уреди, основана по-рано от самия него. Останалите 130 000 лири са на 13 съдружници – приятели и роднини, които отиват за закупуването на първите автоматични стругове Brown & Sharpe и първите фрезови машини, избрани по време на пътуването на Камило до САЩ малко след основаването. На покрива на двуетажната фабрика от червени тухли в град Ивреа е поставен надпис, голям почти колкото източната страна на сградата, гласящ: ИНЖ. К. ОЛИВЕТИ & Ко. ПЪРВА НАЦИОНАЛНА ФАБРИКА ЗА ПИШЕЩИ МАШИНИ (на италиански: ING. C. OLIVETTI & C. PRIMA FABBRICA NAZIONALE MACCHINE PER SCRIVERE). Камило Оливети поема ролите на Президент и на Управителен (и Генерален) директор на Оливети.
През 1909 г. започва производството на ПМ. Цехът на компанията е разположен на 500 кв. м и в него първоначално работят около 20 работници. Технически директор е Доменико Бурцио – син на ковач и ковач от 13-годишна възраст, учил до втори клас вкл., впоследствие обучен от самия Камило.
През 1911 г. на Универсалната експозиция в Торино Оливети представя първата италианска ПМ – M1. В периода 1912 – 1914 г. са отворени първите филиали в Италия (първият от които е в Милано) и се произвеждат по 23 ПМ седмично.
През Първата световна война фабриката произвежда оръжейни части и най-вече магнити за самолетни мотори.
През 1920 г. на експозиция в Брюксел е представен вторият модел ПМ на Оливети – M20, а в края на 1920-те г. започва износ за Испания, Белгия, Португалия и страните от Южна Америка.
През 1926 г. във фабриката като работник постъпва първородният син на Камило – Адриано Оливети, завършил инженерна химия в Политехническия университет в Торино. Адриано го подтиква да прилага както нови мерки за индустриална организация, вдъхновени от наблюденията му по време на учебен престой в САЩ през 1925 г., така и нови продуктови проекти. Камило създава малка лаборатория за проучвания и изследвания на частите на ПМ и на оборудването, необходимо за производството им. От нейните разработки се ражда Механичната работилница Оливети, накратко OMO (Officina Meccanica Olivetti, OMO), която от 1936 г. проектира и произвежда металообработващи машини (някои проектирани от самия Камило), предназначени за чужбина. От ОМО и от сътрудничеството с инж. Джино Леви Мартиноли през 1931 г. се ражда третата ПМ на Оливети – М40.
Въпреки глобалната икономическа криза в периода 1929 – 1931 г. Камило инвестира в укрепването на търговската структура в Италия и в чужбина и през 1929 г. създава в Барселона първото си индустриално дъщерно дружество – S.A. Hispano Olivetti. Оливети има 500 работници и е в състояние да произвежда 15 хил. М20 годишно.
През 1932 г. излиза първата портативна ПМ на Оливети – MP1.

### 1932 – 1960: Адриано Оливети и машиностроителните цехове
На 4 декември 1932 г. Събранието на акционерите ратифицира сливането между простото съдружие Ing. C. Olivetti & C. и Аномното дружество „Леярни Оливети“, давайки живот на Ing. C. Olivetti & C. анонимно ООД с капитал 13 млн. лири. Президент остава Камило Оливети (който е и директор на OMO, бъдещо Olivetti Controllo Numerico), а за негов генерален директор е назначен първородният му син Адриано Оливети.
През 1933 г. Оливети вече произвежда 15 хил. стандартни и 9 хил. преносими ПМ годишно, а служителите са 870. През 1937 г. излиза първият италиански телепринтер, дело на Оливети – T1, проектиран от брата на Адриано – Масимо Оливети и от инженер Джузепе Бечо.
През 1938 г. в Маса и Карара започва изграждането на нова фабрика за производството на офисни мебели Sinthesis. През същата година Камило Оливети, вследствие на расовите закони (въпреки че като евреин с особени индустриални заслуги е освободен от тях) преотстъпва ролята си на президент на сина си Адриано. За генерален директор е избран Джузепе Перо. Адриано трансформира Оливети в модерно структурирана компания, подсилена от навлизането на професионални мениджъри и в съответствие с продуктовите цели и планове за развитие. Създадени са отдел „Техническо ръководство“, поверено на Джино Леви Мартиноли, и Службата за развитие и реклама.

Под ръководството на Адриано Оливети през 1940 г. е лансиран първият калкулатор на Оливети – Summa MC4, последван през 1945 г. от Divisumma 14 – първият пишещ калкулатор в света, способен да изпълнява и четирите аритметични операции. Той е проектиран от Натале Капеларо, учил само в начално училище, който на 14-годишна възраст, на 7 декември 1916 г., постъпва във фабриката като работник. Капеларо по-късно проектира механичните калкулатори на Оливети.
След смъртта на баща си Камило на 4 декември 1943 г., на 8 декември 1944 г. Адриано бяга в Швейцария заради антифашистката си дейност. Джузепе Перо става президент и генерален директор, но ръководството на Оливети се осъществява от него за административната част, Джино Леви Мартиноли за производствената и Джовани Енрикес за търговската. След като Адриано се завръща в Италия през май 1945 г., на 28 юли той става президент и е такъв до 15 септември, когато брат му Масимо поема длъжността заедно с тази на Генерален директор.
Между 1946 и 1947 г. са открити фабриките в Торино и Глазгоу, тази в Ивреа е разширена, а тази в Маса – реконструирана. В Лондон се ражда British Olivetti. Служителите надхвърлят 4000 души.
През 50-те г. разширяването на Оливети продължава. През 1950 г. фабриката ѝ в Ивреа е допълнително разширена от архитектите Фиджини и Полини със сграда със стъклена фасада – дълги години пример за индустриална архитектура в Италия. През същата година излиза един от най-известните продукти на Оливети – преносимата ПМ Lettera 22, шедьовър на Марчело Ницоли.
През 1951 г. е отворена фабриката в Аржентина, а през 1952 г. – лабораторията за електронна изследователска дейност в Ню Канаан (САЩ) със съдействието на брата на Адриано – Дино Оливети. Дино участва активно в създаването на Olivetti Corporation of America (OCA) през февруари 1950 г. През 1954 г. е открит шоурумът на Оливети на Пето авеню в Ню Йорк, а през 1955 г. – новите ѝ италиански фабрики в градчето Алие и в град Поцуоли.
През 1957 г. Оливети и Telettra (една от основните италиански компании в проектирането и производството на телекомуникационно оборудване на физически носител и радиовръзка) създават SGS (Società Generale Semiconduttori) – национална компания за проектиране и изграждане на интегрални схеми и транзистори за електроника. През 1960 г. тя става SGS-Fairchild с навлизането на американската Fairchild camera and instruments corporation, а към 2020 г. е част от STMicroelectronics NV.
През 1959 г. Оливети представя Elea 9003 – първият електронен калкулатор, създаден в Италия и един от първите транзисторни мейнфрейм компютри, дело на малка група изследователи под ръководството на инж. Марио Джу.
През 60-те г. компанията преживява максималната си експанзия на световните пазари. Нейните продукти са в италианските компании, банки и пощи – счетоводната машина Audit (чиято линия е развита през 1956 г.) и фактураторът Mercator (1960), а в търговските обекти на всички нива се намира изчислителната машина Divisumma 24, произведена в милиони копия и продавана на цена, равняваща се на около 10 пъти производствените разходи, осигурявайки огромни печалби за компанията. Последвалият проект Logos е максималният и последен израз на механичната технология, прилагана за изчисления – амбициозен проект, насочен към повторното стартиране на механиката, но доста скъп в икономическо отношение.
По онова време високото качество на механичните продукти е гарантирано от организационната система на поточните линии. Артефактът, от първата фаза на настройката до последната фаза на опаковането, след многочасово „втърдяване“ на електрическите продукти, е проследяван от две автономни и конкуриращи се органа: първият – „монтаж“ се състои от работници, оператор, бригадир, секретар и картотекист, и е отговорен за сглобяването на продукта, а вторият – „контрол“, структуриран по същия начин, има за задача да проверява след определен брой фази на обработка дали устойчивостта на свързване на кинематичните механизми, сглобени, регулирани и смазани до този момент, са в рамките на допустимите стойности, предвидени от стандартите за монтаж. Ако само една настройка е извън допустимото отклонение или липсва смазка в една нейна точка, машината е отхвърляна и е изпращана обратно във фазата на обработка, отговорна за дефекта. Всяка машина е придружавана от карта, в която работникът подписва частта, свързана със собствената му фаза на обработка. За сложни машини като напр. Tetractys-CR с барабан за табулатор, са необходими повече от 30 стъпки за обработка, всяка с време от 5 – 8 мин.
През този период в новите покрити 7300 кв. м – седалище на клона на Оливети OMO – Механични цехове на Оливети, основан през 1926 г. и разположен в Сан Бернардо д'Ивреа (на 4 км от град Ивреа), се произвеждат различни металообработващи машини. Сред тях са Auctor и Horizon – две цифрово контролирани фрезови машини. Така компанията е в състояние да бъде конкурентоспособна на световния пазар. Тя се консолидира в национален и в международен план и достига до 24 хил. служители през 1958 г. Заплатите им са над средните за Италия и през 1956 г. работното време спада от 48 на 45 часа седмично без намаляването на заплатите, а през 1957 г. продължителността на работната седмица е снижена от 6 на 5 дни.
Адриано Оливети инвестира и в развитието на Южна Италия, където построява фабрика в град Поцуоли, открита на 23 април 1955 г.
По време на своя възход компанията Оливети инкорпорира и други италиански компании, произвеждащи ПМ, като Società Anonima Invicta през 1950 г. (контролирана от Оливети от 1938 г.) и Serio di Crema през 1969 г.

### 1960 – 1964: Роберто Оливети
На 27 февруари 1960 г. на 58-годишна възраст неочаквано умира Адриано Оливети. При смъртта му Оливети има 35 хил. служители, половината от които – в Италия, 11 фабрики, 6 от които – в чужбина, и 18 дъщерни дружества. В областта си тя е първа в Европа и втора в света след американската IBM.
През 1961 г. умира и 37-годишният ръководител на Лабораторията за електронни изследвания Марио Джу. За президент на Оливети е избран Джузепе Перо, който е и Управителен директор заедно с Ариго Оливети – шурей на Адриано. Перо потвърждава подкрепата си за електронните дейности. Дейностите на електронния сектор са поверени на брата на Адриано – Роберто Оливети. Загубата на Адриано Оливети и Марио Джу обаче поставя края на проекта Elea и на важен период за италианската електроника под индустриалното и технологичното ръководство на Оливети.
Роберто Оливети става управителен директор на Оливети през 1962 г., когато е създаден отдел „Електроника“ на компанията, в който влизат различните нейни служби от сектора. Със своите 50 хил. служители през 1955 г. и с по-нататъшното си разширяване чрез придобиването през 1963 г. на американската компания за пишещи машини Underwood Оливети се превръща в международен индустриален гигант. Управлението на този колос обаче се оказва трудно от самото начало и това, в комбинация със стагнацията на пазара, кара сем. Оливети да вземе решение за нови партньорства. След смъртта на Адриано Оливети наяве излиза мениджърската нестабилност на компанията: 70% от акциите ѝ са собственост на наследниците на основателя ѝ Камило Оливети, починал през 1943 г., и те от своя страна са разделени на шест семейни клона, които не се разбират добре помежду си. Останалата част от акциите са разпределени между управителите на компанията и между хората по някакъв начин свързани със сем. Оливети.
Акционерите, които влизат в капитала на Оливети през 1964 г., са Фиат, Пирели и банките IMI, la Centrale и Mediobanca. Президент на компанията е Бруно Визентини, а управителен директор – Аурелио Печеи. Емблематична е декларацията на мениджъра на Фиат Виторио Валета на събранието на 30 април 1964 г. по случай включването на Фиат в капитала на Оливети:
| „                                                           | Дружеството от Ивреа е структурно солидно и ще може да преодолее критичния момент без големи затруднения. Но над бъдещето му виси заплаха, която трябва да бъде изкоренена: неговото навлизане в сектора на електрониката, за който са необходими инвестиции, пред които никоя италианска компания не може да се изправи. | “ |
| Vittorio Valletta, в La Storia siamo noi – Adriano Olivetti | |   |

Въпреки че Роберто Оливети се опитва да попречи на продажбата на Отдел „Електроника“, през 1964 г. той е включен в новия индустриален комплекс Olivetti-General Electric, 75% от който са контролирани от американската Дженерал Илектрик. През 1968 г. Оливети преотстъпва останалите 25% и излиза от сектора на големите и средните изчислителни машини.
През 1965 г. новият мениджмънт насочва вниманието си към лансирането на новия Logos 27 – калкулатор, намиращ се все още в рамките на традиционните механични технология на Оливети. Въпреки това той не е в състояние да удържа на конкуренцията на първите електронни калкулатори на японските компании и на електронния продукт на самата Оливети, който се оказва революционен – Programma 101, първият истински персонален компютър в света. Той е разработен от инж. Пиер Джорджо Перото точно преди периода на продажбата на Отдела за електронни изследвания. Продуктът е представен с подкрепата на Роберто Оливети и на част от мениджърите (в допълнение към решителността на самия Перото) заедно с Logos 27 на Международната изложба на производителите на офисни машини в Ню Йорк през октомври 1965 г. На грандиозния щанд на Logos Programma 101 е изложена в малка зала в дъното, но след като посетителите я забелязват, се тълпят да я видят. Те са изумени от характеристиките на машината, която е в състояние да извършва сложни за времето си операции на малка площ (тя може да стои на бюро, като дава възможност за извършване на пълни програми подобно на големите калкулатори на времето). Всичко това е възможно благодарение на напредъка на Оливети в сферата на електрониката. Първият купувач на P101 е телевизионната мрежа Ен Би Си – тя купува 5 екземпляра, за да изчислява резултатите от изборите, които представя на зрителите си. Използвана е също и от НАСА в мисията Аполо 11.

### 1964 – 1978: Нови акционери
С навлизането на нови акционери ролята на семейството на Адриано Оливети в изграждането на групата Оливети става все по-незначителна, въпреки че ролята му остава централна още няколко години.
Въпреки че Оливети държи 25% от италианския компютърен пазар благодарение на Elea 9003, повечето банки, индустрии и публична администрация продължават да купуват американски продукти. Поради това през 1964 г. Бордът на директорите на Оливети решава да продаде Отдел „Електроника“ на американската Дженерал Илектрик и първоначално се създава съвместното дружество Оливети – Дженеръл Илектрик. Тази ситуация не създава оптималните условия за това Оливети да заложи решително на електрониката. Въпреки това инженер Пиер Джорджо Перото успява да завърши проекта P101 благодарение на участието на Роберто Оливети и на част от ръководството. Този проект е търговски успех още при стартирането си през 1965 г., което води до отварянето на напълно нов пазар.
През 1967 г. Роберто Оливети става главен изпълнителен директор на Оливети заедно с Бруно Ярах на мястото на Аурелио Печеи, а инж. Перото става директор на научноизследователската и развойна дейност на мястото на Роберто. Перото продължава още десетилетие да работи по преносимите компютри на вълната на успеха на P101.
През 1966 г. се ражда Olivetti Corporation of Japan в Токио, а през 1969 г. – дъщерното дружество за обучение Olivetti Systed в Милано.
От 1968 г. с лансирането на някои модели персонални компютри, произведени от Хюлет-Пакард, вдъхновени от P101 и в пряка конкуренция с него (първият е Hewlett-Packard 9100A), пазарът се ускорява бързо и рязко. Нуждата от по-усъвършенстван модел на персонален компютър на Оливети става очевидна, но едва през 1971 г. излиза моделът след P101: Olivetti P602.
Между 1970 и 1971 г. са открити заводите в село Скарманьо, Северна Италия – дело на арх. Марко Дзанусо, и тези в Крема, Марчанизе и Сан Бернардо д'Ивреа (за производство на електронно управлявани металообработващи машини – линии Horizon и Auctor, роботи Sigma), дело на арх. Едуардо Витория. През 1971 г. е достигнат абсолютният максимум на служителите: 73 798 души, 34 150 от които – в Италия. Оливети има 10 предприятия в чужбина и 11 в Италия. През 1971 г. управителен директор става Оторино Белтрами, а президент – Бруно Визентини.
През 1973 г. е направена важна промяна в поточните линии – създават се интегрираните монтажни единици (UMI), образувани от независими работни групи, всяка от които отговаря изцяло за цялата фаза на производствения процес.
През април 1975 г. на Панаира в Хановер са представени два нови персонални компютъра на Оливети: P6040 и P6060, проектирани от инж. Перото: първият е базиран на микропроцесора Intel 8080 (което му позволява да бъде по-малък от P6060), а вторият има CPU все още в рамките на технологията TTL и е с графичен принтер и вграден флопи диск (за първи път в света за персонален компютър). Маркетингът обаче не разбира потенциала му и продуктите имат малък успех с изключение на P6060, особено популярен в Германия.
Между 1973 и 1975 г. Оливети разработва операционната система Cosmos, създадена, за да отстрани липсата на адекватна операционна система за модулната система TC800.
През 1978 г. Оливети представя на пазара ET 101 – първата електронна ПМ в света. Тя е добре приета и най-сетне се постига отново пълен търговски успех подобно на този с P101. През същата година Карло Де Бенедети поема ръководството на компанията, превръщайки се в новият ѝ основен акционер.

### 1978 – 1996: Карло Де Бенедети
През 1978 г. Карло Де Бенедети се присъединява към Оливети като основен акционер и през април става неин управителен директор. По онова време компанията има мощна структура и известно име, но е силно задлъжняла и е с несигурно бъдеще. Де Бенедети успява да постави основите на нов период на развитие, основан на производството на персонални компютри и на по-нататъшното разширение на продуктовата гама, към която са добавени принтери, факс машини, копирни машини и касови апарати.
През 1979 г. е основан Центърът за модерни технологии на Оливети (Olivetti Advanced Technology Center, ATC) в Купъртино (САЩ), разположен на две пресечки от централата на Епъл, в който са създадени чиповете LSI, първата електронна ПМ в света – Olivetti ET 101 (проектирана в Ивреа), първият европейски персонален компютър Olivetti M20 и през 1984 г. M24 – компютърът, който има огромен успех вследствие на партньорството, сключено тогава с американската телекомуникационна компания Ей Ти енд Ти, която го предлага с името AT&T 6300.
В периода 1980 – 1983 г. Оливети се връща на върха на славата, като постига международен успех с различни свои продукти. Сред тях са Olivetti M10 (1983) – един от първите истински преносими компютри, с няколко интегрирани програми и с възможност за свързване към отдалечени компютри, и Olivetti M20 (1983). Оливети трябва да се адаптира, като пуска в производство, подобно на други компании, компютърен клонинг на PC IBM – Olivetti M24 (1983), който, благодарение на партньорството с Ей Ти енд Ти, се радва на забележителни продажби. През 1980 г. телекомуникационните дейности (телекс, терминали и мрежи) се сливат в нова компания от групата: Olteco (Olivetti Telecomunicazioni SpA). Оборотът нараства до 2,180 млрд. лири, а Оливети има 53 339 служители (28 180 от които – в Италия).
През 1981 г. Оливети придобива контрол над Hermes Precisa International – швейцарска компания за ПМ и над Logabax – френска IT компания.
През 1982 г. капиталът се увеличава на 339 млрд. лири, а персоналът намалява на 49 хил. души, 26 хил. от които – в Италия. През март е представен настолният персонален компютър M20 – изцяло проект на Оливети.
През 1984 г. компанията инкорпорира английската Acorn Computers, позиционирайки се още по-добре на международния пазар. През 1986 г. поема от Фоклсваген дейността на Triumph-Adler – производител на професионални ПМ с над 9 хил. служители и така става първа в Европа в производството на офисни ПМ. През същата година в Кеймбридж (Англия) е основана изследователската лаборатория Olivetti Research Laboratory.
Благодарение на споразуменията с Ей Ти енд Ти от 1984 г. Оливети става един от най-големите производители на персонални компютри в Европа (през 1985 г. е трета в света след IBM и Епъл) с 280 хил. продадени бройки през 1986 г. Иновативният потенциал на компанията благодарение и на опита, придобит в областта на фината механика, ѝ позволява да предприеме, единствена в Европа, проектирането, разработването и производството на твърди дискове, които да бъдат инсталирани на собствените ѝ персонални компютри. Компанията е и доставчик на телепринтери за НАТО. Едновременно с производството на персонални компютри, на друга производствена линия, наречена „Linea 3000“, се сглобяват миникомпютри – по-мощни машини, оборудвани с микропроцесора Motorola 68000.
През 1984 – 1985 г. Оливети навлиза на пазара и на касовите апарати благодарение на придобиването през 1984 г. на 49% от американската мултинационална компания Sweda и поради задължителността на касовите бележки в Италия (според приетия през 1985 г. Закон на Визентини). През 1985 г. служителите на Оливети са 48 хил. души.
През 1987 г. Оливети и компанията Канон образуват консорциума Olivetti-Canon Industriale S.p.A. за производство на копирни машини в градчето Алие, Северна Италия. В Лондон е представена новата линия от 32-битови миникомпютри LSX 3000, базирани на Olivetti Open System Architecture: това е нова системна архитектура, която надхвърля досегашната доминираща концепция за затворена система.
През 1988 г. Карло Де Бенедети решава радикално да престуктурира групата Оливети и така нарушава нейното единство. Нейният мениджър Виторио Касони, работещ в Ей Ти енд Ти в САЩ, се връща в Ивреа и става управителен директор заедно с Карло Де Бенедети и брат му Франко Дебенедети. Групата е разделена на компания майка (холдинг) и дружества/бизнес единици, изцяло посветени на специфични продуктови групи и със собствени изследователски центрове: Olivetti Office, Olivetti Systems & Networks и Olivetti Information Services. В допълнение към тях, но отделена е Групата за технологични дейности.
През 1989 г. CIR (Compagnie Industriali Riunite) стават най-големият акционер на Оливети. Olivetti Systems & Networks представя Ibis (Интегрирана бизнес и информационна система) – модулна система за приложение, която може да бъде адаптирана към специфичните нужди на различните вертикални пазари.
На 19 март 1990 г. папа Йоан Павел II посещава Оливети в град Ивреа. През същата година излиза JP 350 – първият принтер на Оливети с технологията bubble ink-jet.
На 19 юни Оливети заедно с Лемън Брадърс, Cellular Communications International Inc., Bell Atlantic International и Telia International основава Omnitel Sistemi Radiocellulari S.p.А. с цел навлизане на европейския пазар на мобилните комуникации.
През 1991 г. Оливети изпада в криза и за пръв път от 1975 г. балансът ѝ е на червено. До 1993 г. са уволнени 21 хил. души, затворена е фабриката в Крема, а тази в Поцуоли се превръща в Център за бизнес услуги.
През 1992 г. неочаквано умира Виторио Касони и на негово място идва Корадо Пасера. Канон и Оливети се простират на пазара на мастиленоструйните принтери. Излиза иновативният преносим компютър Quaderno.
През 1993 г. са представени нови продукти, сред които Personal Communication Computer (PCC) в партньорство с British Telecom, и първите модели на нови факс машини с мастиленоструйна технология.
През 1994 г. Omnitel Sistemi Radiocellulari Italiani S.p.A. се обединява с консорциума Pronto Italia S.p.A. (съставен от Zignago Vetro, AirTouch, Mannesmann, Banca di Roma, Arca merchant, Comeba, Ersel, ERG, Urmet TLC, Spal TLC, Site, Ponti Radio e Fergia). Omnitel Pronto Italia S.p.A. получава лиценз за втори мобилен оператор на 28 март. През януари 2001 г. той става Omnitel Vodafone, а на 1 юни 2002 г. – Vodafone Omnitel.
През 1995 г. Оливети (67%) заедно с американската компания Bell Atlantic (33%) (към 2020 г. Verizon Communications) основава Infostrada S.p.А. – оператор на фиксирана телефонна мрежа. Тази операция обаче не успява да освободи компанията от сериозната криза, в която попада в средата на 90-те г. поради засилването на глобалната конкуренция, спада на цените и маржовете в цялата световна компютърна индустрия, слабостта на европейския, и по-специално, на италианския пазар. Поради това от 1996 г. Оливети започва дълго и скъпо преструктуриране на дейностите. Отдел „Производство“ се дели на Olivetti Personal Computers и Olivetti Prodotti per Ufficio.
На 3 септември 1996 г. Карло Де Бенедети се оттегля като президент на компанията поради сериозната криза в нея. Служителите са намалели на 28 хил. души, от които 13 хил. са в Италия.

### 1996 – 2003: Преструктуриране и „убийство“ на Оливети
Карло Де Бенедети остава основният акционер на Оливети, като същевременно запазва ролята на почетен президент. Президент става Антонио Тезоне, а изпълнителен директор – Роберто Коланино. Затворени са фабриките в Бразилия, Испания и Сингапур, а производството на ПМ Olivetti Lexikon се концентрира в Мексико.
През януари 1997 г. групата Оливети продава Olivetti Personal Computers (OPC) в село Скарманьо на Piedmont International. Заводът на Оливети там е занемарен десетилетия наред. По-късно тази част от Оливети преминава в ръцете на ICS и в последвалата финансова катастрофа, в последното си превъплъщение се нарича Oliit Spa. Oliit е обявен за банкрутирал от Съда на Ивреа на 19 октомври 2004 г., а неговите мениджъри и тези на контролиращия я холдинг 3L Trading са осъдени на общо 38 г. затвор за измамен фалит. През май 1997 г. е продадено основаното през 1939 г. в Маса акционерно дружество Olivetti Synthesis, специализирано в проектирането и производството на офис мебели и обзавеждане. Групата изчислява загуби от 264,2 милиарда евро спрямо отрицателен баланс от 350,2 евро през първата половина на 1996 г.
През 1998 г. групата Оливети продава Olivetti Solutions (Olsy) – компания за IT услуги с 11 970 служители (към 31 декември 1997 г.), представляващи почти половината от целия брой работници, на американската компания Wang и така се създава Wang Global с минимално участие на Оливети. По този начин компанията възстановява икономическото и финансовото си състояние, и възвръща доверието на международните финансови пазари. В края на тази реорганизация тя има оборот от 3,38 млрд. евро и 15 402 служители: ако се вземат предвид 11 970 служители, прехвърлени на Wang, през 1997 г. компанията има 26 059 служители.
Коланино, който на 31 юли 2001 г. е заместен от Енрико Бонди, се отказва от бизнеса с персонални компютри (1997) и от този с IT системи и услуги (1998), премествайки фокуса върху телекомуникационните услуги. През 1999 г. той успешно пуска оферта за публична покупка на акциите на Telecom Italia, докато продава дяловете на Оливети в Omnitel и в Infostrada.
През 1999 г. Карло Де Бенедети продава Olivetti Ricerca, занимаваща се с финансов софтуер в трите си седалища в Ивреа, Поцуоли и Битрито, на нидерландската компания Getronics, която вече притежава 19,9% от нея чрез Wang Global. През 2006 г. Getronics влиза в Eunics – собственост на телефонния оператор от Арецо Eutelia S.p.А.
През 1999 г. окончателно се променя профилът на Оливети по отношение на бизнеса, организацията и корпоративната структура. От февруари 1999 г. чрез дъщерното си дружество Tecnost Оливети стартира публична оферта за покупка (на англ. tender offer) и размяна на Telecom Italia в размер на 61 млрд. евро, успявайки да получи контрол над Telecom през юни същата година с дял от 51,02%. Сумата, с която е финансирано поглъщането, е получена от Оливети под формата на заем директно от банките, с облигации на дъщерното дружество Tecnost благодарение на емитирането на нови акции за над 37 трилиона евро и с продажбата на дяловото участие в Infostrada и в Omnitel (и с него почти цялото производствено предприятие в град Ивреа, което към 2020 г. е седалище на Vodafone Italia) на немската индустриална група Mannesman. Служителите на компанията по света нарастват на 129 063 души.
По повод на приятелската оферта за поглъщане, стартирана от Getronics към Wang Global, Оливети продава дела си в тази компания.
През юни 2000 г. основният акционер на Olivetti е Hopa с 26%, контролиран от Fingruppo Holding S.p.А. (32,59%), Nazionale Fiduciaria S,p.А. (6,29%), GP Finanziaria S.p.А. (3.62%), Omniaholding S.p.А. (3,15%), BC Com SA (2,53%) и Banco di Brescia (2,21%). В края на годината Tecnost се обединява с Оливети в Olivetti Tecnost, за да съкрати контролната верига на Telecom. Към онзи момент Bell – базирана в Люксембург компания контролира веригата с 22% на Оливети.
В края на юли 2001 г. Пирели АД в съгласие с Edizione Holding постига споразумение с Bell S.A. да закупи от нея ок. 23% от обикновения капитал на Оливети чрез новата компания на Пирели – Olimpia. В края на октомври Olimpia, с участието на Пирели, Edizioni Holding, Unicredit и Banca Intesa, притежава 27,7% от Оливети. През същата година Olivetti Lexikon променя името си на Olivetti Tecnost.
През 2002 г. политиката за фокусиране върху основния бизнес включва продажбата на различни капиталови инвестиции на Olivetti-Telecom Group в Италия и в чужбина. Активите на недвижими имоти се сливат в две нови компании за последващо прехвърляне във фонд за недвижими имоти. Оливети има 4500 служители, 2500 от които в Италия, a печалбите ѝ са близо 1 млрд. евро.
На 29 юли 2003 г. Olivetti S.p.А. подписва споразумение с Telecom Italia S.p,А., с което от 4 август икорпорира Телеком и променя името си на Telecom Italia S.p.А., получавайки колос с оборот от 54,61 млрд. евро и 129 063 служители. Непрекъснатостта на името Оливети се осигурява от Olivetti Tecnost (100% контролирано от Telecom Italia). До 15 септември 2006 г. президент е Марко Тронкети Провера. От 2003 до 2014 г. средните годишни загуби са около 30 – 35 млн. евро за общо 400 млн. евро на едро, които първо трябва да покрие Пирели, а след това Telecom.

### 2004 – 2020
През 2004 г. Olivetti Tecnost има ок. 1800 служители и е активна в компютърните системи за автоматизация на игри за прогнозиране, лотарии и изборни системи, в сектора на продуктите за дома и офиса, в специализирани приложения в областта на банкирането и търговията на дребно. Компанията обновява гамата от многофункционални факс машини с мастиленоструйна технология за бизнеса и за потребителските пазари. Дъщерното дружество Olivetti I-Jet представя ново семейство сензори за налягане, базирани на технологията MEMS (Micro-Electrical-Mechanical Systems).
През 2005 г. Olivetti Tecnost, която през април 2005 г. става просто Olivetti, представя нови мастиленоструйни принтери с високо качество на печат: многофункционалният принтер Any_Way за всякакви нужди от цветен или монохромен печат и My_Way за фотографски печат.
През 2007 г. стартира процес на корпоративна реорганизация. В рамките на Оливети е създадена компанията Advalso в сферата на Caring Solutions със седалища в Карсоли и в Рим.
През 2008 г. за управителен директор е избрана Патриция Гриеко. Оливети празнува 100-годишнината от основаването си и през октомври в град Ивреа е организирана голяма възпоменателна изложба. Оливети сключва стратегически съюз с американската компания BLM Technologies с цел да представи бизнес решенията на Оливети пред банковия и финансовия сектор в САЩ, който продължава и през 2015 г.
През 2009 г. Оливети укрепва партньорството си с Telecom Italia Group. Компанията навлиза на пазара на IT софтуер и услугите „on demand“, на системите за Hub на документи за управление на корпоративни документи, както и на пазара на персоналните компютри със собствени нотбуци и нетбуци, възобновявайки присъствието си в Латинска Америка. Компанията Advalso консолидира дейността си за обслужване на клиенти, отваряйки историческото седалище на Учебния център в Ивреа (Centro Studi di Ivrea).
Оливети е избран за официален IT доставчик за италианския павилион на Експо 2010 в Шанхай, Китай.
Стратегически много важно, с цел препозициониране на пазара, е пускането на серията таблети Olipad през март 2011 г.
На 20 април 2011 г. историческият магазин-музей на Пиаца Сан Марко във Венеция, шедьовър на интериорната микроархитектура, дело на Карло Скарпа през 1958 г., е отворен отново в сътрудничество с Fondo per l'Ambiente Italiano (FAI), като са изложени някои от продуктите на Оливети.
През юни 2012 г. Оливети затваря изследователския си център в Швейцария – Olivetti Engineering SA, който участва в хардуерния и софтуерния дизайн на неговите продукти. В края на годината Оливети и Telecom решават да затворят завода в село Арна в регион Вале д'Аоста, където дъщерното дружество Olivetti I-Jet разработва и произвежда глави за принтери и факсове.
През юли 2014 г., като част от процеса на ликвидация, стартиран през юни 2012 г., Olivetti I-Jet – компания на Оливети АД продава производствените звена „Производство“ и „Производство на силиций“ на SICPA Italia. SICPA е швейцарска компания със седалище в Лозана, която от 1 декември 2013 г. притежава бизнес звеното за научноизследователска и развойна дейност. 43 от служителите на Оливети ще работят за SICPA в Арна.
През декември 2015 г. Olivetti и Telecom Italia Digital Solutions (TIDS) подписват договор за сливане за създаването на новия Digital hub на Telecom Italia Group. Новата компания, която запазва името Olivetti, е оперативна от 1 януари 2016 г. През същата година Оливети лансира първия италиански тримерен принтер – Olivetti 3D-S2.
През 2016 г. Оливети стартира Olivetti Design Contest, инициатива за индустриален дизайн, насочена към студенти от някои от най-престижните италиански и европейски институти.
През 2017 г. Оливети държи ок. 30% от пазара на касови апарати в Италия. През юли подписва важно интеграционно споразумение със Satispay – млада италианска компания, която пренаписва правилата на сектора на плащанията: касовите апарати Olivetti Nettun@ 7000 ще могат да приемат плащания, изпратени от клиенти чрез приложението Satispay, което благодарение на своята независимост от традиционните вериги драстично намалява трансакционните разходи в сравнение с плащанията, извършени с кредитни или дебитни карти.
През 2018 г. благодарение на индустриалната архитектура на Оливети от 1930-те – 60-те г. град Ивреа става част от Списъка на световното културно и природно наследство на ЮНЕСКО като индустриален град на XX век.
На 15 ноември 2019 г. е открита новата централа на Оливети на ул. Монте Навале в град Ивреа, в историческата индустриална сграда „Център за обучение и опит“ (Centro Studi ed Esperienze), позната и като „Синя къща Оливети“ (Casa Blu Olivetti). Сградата е изградена през 50-те г. по проект на Едуардо Витория и Пиер Акиле Капонаго дел Монте, и преструктурирана през 2001 г. по проект на Еторе Зотзас и Марко Дзанини.
На 31 юли 2020 г. Управителният съвет на Оливети избира за нов Главен административен директор Роберто Тундо.

## Управление на Оливети (1908 – 2020)
| Президент                                   | Период                                      | Главен админ. директор                                           | Период                                                                                          |
| ------------------------------------------- | ------------------------------------------- | ---------------------------------------------------------------- | ----------------------------------------------------------------------------------------------- |
| Камило Оливети                              | 29.10.1908 – 09.1938                        | Камило Оливети                                                   | 29.10.1908 – 09.1938                                                                            |
| Адриано Оливети                             | 09.1938 – 08.02.1944                        | Адриано Оливети                                                  | 09.1938 – 8.02.1944                                                                             |
| Джузепе Перо                                | 08.02.1944 – 28.07.1945                     | Джузепе Перо                                                     | 8.02.1944 – 28.07.1945                                                                          |
| Адриано Оливети                             | 28.07.1945 – 15.09.1945                     | Адриано Оливети                                                  | 28.07.1945 – 15.09.1945                                                                         |
| Масимо Оливети                              | 15.09.1945 – 30.11.1946                     | Масимо Оливети                                                   | 15.09.1945 – 30.11.1946                                                                         |
| Адриано Оливети                             | 30.11.1946 – 27.02.1960                     | Адриано Оливети                                                  | 30.11.1946 – 29.09.1958                                                                         |
|                                             |                                             | Джузепе Перо                                                     | 29.9.1958 – пролет 1959                                                                         |
|                                             |                                             | Адриано Оливети                                                  | пролет 1959 – 27.02.1960                                                                        |
| Джузепе Перо Ариго Оливети (почетен)        | 08.03.1960 – 14.11.1963 12.3.1963 – 01.1977 | Джузепе Перо Ариго Оливети Роберто Оливети Камило Оливети младши | 08.03.1960 – 14.11.1963 08.03.1960 – 12.3.1963 25.07.1962 – 29.07.1964 12.03.1963 – 29.07.1964  |
| Бруно Визентини                             | 15.05.1964 – 23.11.1974                     | Аурелио Печеи                                                    | 29.07.1964 – 16.02.1967                                                                         |
|                                             |                                             | Роберто Оливети Бруно Ярах                                       | 16.02.1967 – 09.11.1971                                                                         |
| Силвио Бори                                 | 23.11.1974 – 12.02.1976                     | Оторино Белтрами                                                 | 09.11.1971 – 26.04.1978                                                                         |
| Бруно Визентини                             | 12.02.1976 – 29.03.1979                     | Карло Де Бенедети Франко Дебенедети Виторио Касони Корадо Пасера | 26.04.1978 – 26.06.1996 02.10.1978 – 31.12.1988 17.05.1988 – 12.05.1992 25.09.1992 – 04.07.1996 |
| Карло Де Бенедети                           | 29.03.1979 – 15.07.1979                     |                                                                  |                                                                                                 |
| Бруно Визентини                             | 15.07.1979 – 04.08.1983                     |                                                                  |                                                                                                 |
| Карло Де Бенедети Бруно Визентини (почетен) | 29.8.1983 – 03.09.1996                      | Франческо Кайо                                                   | 04.07.1996 – 18.09.1996                                                                         |
| Антонио Тезоне                              | 03.09.1996 – 04.08.2003                     | Роберто Коланино                                                 | 18.09.1996 – 31.07.2001                                                                         |
|                                             |                                             | Енрико Бонди                                                     | 31.07.2001 – 05.09.2002                                                                         |
| Марко Тронкети Провера (Telecom Italia)     | 04.08.2003 – 15.09.2006                     | Марко Тронкети Провера Карло Буора (Telecom Italia)              | 13.10.2001 – 15.09.2006                                                                         |
| Джовани Ферарио (Olivetti Tecnost)          | 02.2005 – 04.06.2008                        | Джовани Ферарио (Olivetti Tecnost)                               | 02.2005 – 04.06.2008                                                                            |
| Франческо Форленца                          | 04.06.2008 – 06.2011                        | Мария Патриция Гриеко                                            | 11. 2008 – 03.2013                                                                              |
| Мария Патриция Гриеко                       | 06.2011 – 03.2013                           | Чинция Стернини                                                  | 03.2013 – 02.2015                                                                               |
| ...                                         |                                             | Рикардо Делеани                                                  | 02.2015 – 05.2018                                                                               |
| ...                                         |                                             | ...                                                              |                                                                                                 |
| ...                                         |                                             | Еторе Спиньо                                                     | 02.2019 – 03.08.2020                                                                            |
| Джовани Ронка                               | 25.07.2019 – понастоящем (9.2020)           | Роберто Тундо                                                    | 03.08.2020 – понастоящем (9.2020)                                                               |

## Култура на Оливети
Естетичният аспект на продуктите се счита за много важен още от основателя Камило Оливети, който през 1912 г. пише:
| „ | Пишещата машина не трябва да бъде холна дрънкулка с орнаменти със съмнителен привкус, а трябва да има сериозен и същевременно елегантен външен вид“. | “ |

През 30-те год., при управлението на сина му Адриано Оливети, дизайнът и комуникацията придобиват важно място в управлението на компанията. Адриано вика графични дизайнери, писатели, архитекти и художници на работа в Оливети. Те носят нови идеи и участват с голяма автономност в интердисциплинарни работни групи. В периода 1930 – 1960 г. Адриано комбинира иновативен бизнес мениджмънт с продуктова култура, която надхвърля простата естетика. Красотата на продуктите, сградите, плакатите и рекламите на Оливети е не само формална характеристика, но и такава по същество: тя предава реалността на компанията.

### Дизайнери, архитекти и художници, работили за Оливети
- Марчело Ницоли (Marcello Nizzoli)
- Джовани Пинтори (Giovanni Pintori)
- Алдо и Адриано Манели (Aldo e Aldriano Magnelli)
- Луиджи Фиджини и Джино Полини (Luigi Figini e Gino Pollini)
- Ксанти Шавински (Xanty Schawinsky)
- Д. Й. Де Врис (D.J.De Vries)
- Еторе Зотзас младши (Ettore Sottsass junior)
- Джовани Пазини (Giovanni Pasini)
- Пери А. Кинг (Perry A. King)
- Хагай Швадрон (Hagai Shvadron)
- Ханс фон Клир (Hans von Klier)
- Антонио Маки Касия (Antonio Macchi Cassia)
- Джордж Соудън (George Sowden)
- Марио Белини (Mario Bellini)
- Джеймс Ървин (James Irvine)
- Масахико Кубо (Masahiko Kubo)
- Брус Файфилд (Bruce Fifield)
- Сандро Паскуи (Sandro Pasqui)
- Алесандро Киарато (Alessandro Chiarato)
- Албер Льоклер (Albert Leclerc)
- Микеле Де Луки (Michele De Lucchi)
- Сезгин Аксу (Sezgin Aksu)
- Фелипе Аларкао (Felipe Alarcao)
- Марио Тримарки (Mario Trimarchi)
- Аугустус Де Врее (Augustus De Vree)
- Енрико Куел (Enrico Quell)
- Саймън Морган (Simon Morgan)
- Йоханес Кислер (Johannes Kiessler)
- Акиле Кастильоне (Achille Castiglione)
- Луиджи Козенца (Luigi Cosenza)
- Kарло Скарпа (Carlo Scarpa)
- Франко Албини (Franco Albini)
- Франка Хелг (Franca Helg)
- Иняцио Гардела (Ignazio Gardella)
- Анибале Фиоки (Annibale Fiocchi)
- Лука Капецио (Luca Capezio)
- Джан Антонио Бернаскони (Gian Antonio Bernasconi )
- Джан Луиджи Банфи (Gian Luigi Banfi)
- Лодовико Барбиано ди Белджойозо (Lodovico Barbiano di Belgioso)
- Енрико Пересути (Enrico Peressutti)
- Ернесто Натан Роджърс (Ernesto Nathan Rogers)
- Егон Айерман (Egon Eiermann)
- Марко Дзанусо (Marco Zanusso)
- Кендзо Танге (Kenzō Tange)
- Джеймс Стърлинг (James Stirling)
- Льо Корбюзие (Le Corbusier)
- Луис Кан (Louis Isadore Kahn)
- Едуардо Витория (Eduardo Vittoria)

### Дизайн
През 1935 г. е конструирана първата пишеща машина с помощта на дизайнери и проектанти – Studio 42, с приноса на инж. Отавио Луцати за механичната част, и на художника Ксанти Шавински и архитектите Фиджини и Полини за корпуса. 3-годишният проект цели да улесни използването на ПМ чрез внимателно проучване на инструментариума, да направи външния ѝ вид по-приятен и да намали размера ѝ чрез вграждане на ролката и радиалната част.
През 1938 г. започва тясното сътрудничество с италианския дизайнер и архитект Марчело Ницоли, който търси максимална фукционалност и експресивна откровеност в дизайна. От него се раждат:
- пишещите машини Olivetti Lexikon 80 (1948), Lettera 22 и Lexikon 80 E (1950), Studio 44 (1952), Graphika (1957), Diaspron 82 (1959), Lettera 32 (1963), Studio 44L (1965) и Lettera 62 (198X)
- калкулаторите Summa MC4 (1940), Multisumma MC 4M (1941), Simplisumma MC3 (1942), Velosumma MC3 (1942), Elettrosumma MC14 (1946), Multisumma 14 (1947), Divisumma 14 (1948), Summa 15 (1949), MC-24 (1956), Tetractys (1956), Divisumma 24 (1956), Elettrosumma 22 (1957), Multisumma 22 (1958), Summa Prima 20 (1960) и Summa Quanta 20 (1960).

Пишещите машини Lexikon 80, Lettera 22 и Studio 44 са пример за дизайн, ценен в цял свят. През 1959 г. Илинойският технологичен институт събира 100 дизайнери и избира Olivetti Lettera 22 за първия от 100-те най-добри дизайнерски продукта за периода 1859 – 1959 г. Калкулаторите Divisumma 14 и 24, пишещите машини Lettera 22 и Lexikon 80 са включени в постоянната колекция на Музея на модерното изкуство МоМА в Ню Йорк, като Lexikon 80 е първият от тях. През 1952 г. музеят организира за пръв път изложба на индустриални продукти и я посвещава на „Olivetti: design in industry“. 
През 1958 г. италианският архитект и дизайнер Еторе Зотзас младши също влиза в Оливети и с негово участие са създадени:
- пишещите машини Olivetti Lettera 33 Underwood (1963), Tekne 3 (1964), Lettera DL, Dora, Tekne 4, Praxis 48 (1965, с Ханс фон Клир) и Editor (1965), Linea 88 (1966), Studio 45 (1967), Editor 5 (1968), Valentine и Editor 4 (1969), Lettera 36 и Editor 3 (1970), Lexikon 90 (1975), Lexikon 93, 93 C и 94 C (1978), Editor 7 (1980), Lettera 27 (1987), Lettera 31, Lettera 31T, Class и Italia 90/1 (1989), La mia prima Olivetti и Olivetti Roma (1990)
- калкулаторите Logos 27 (1965), Elettrosumma 23 (1966), Divisumma 26/ Divisumma 26 GT (1967) и Summa 19 (1969)
- компютрите Olivetti Elea 9003 (1959), P6060 (1976), M20 (1982, с Антонио Маки Касия и Джордж Соудън) и M24 (1984)
- сериите офис мебели Synthesis 45 (1972), Synthesis 80 (1980) и Icarus (1982).

Elea 9003 и MC 19 (Summa 19) са удостоени с престижната италианска награда за дизайн Compasso d'Oro съответно за 1959 и 1970 г. Пишещата машина Olivetti Valentine и калкулаторът Summa 19 са част от постоянната колекция на MoMA в Ню Йорк.
За да отговори на изискванията за модулност и съчетаемост на сложната система на Elea 9003 – първият голям компютър, произведен в Италия през 1959 г., Еторе Зотзас си служи с брилянтното решение за окабеляване на различните процесорни устройства. През 1965 г. ПМ Praxis 48 отбелязва повратна точка в дизайна на електрическите ПМ: по-квадратната линия подчертава технологичната стойност на машината, а формалното решение за конзолна клавиатура в сравнение с кутията на тялото е в резултат на значителните технически и естетически възможности, предлагани от електрическата система. От своя страна култовата яркочервена ПМ Olivetti Valentine от 1969 г. е първият пример за нетрадиционен офис продукт.
През 1963 г. италианският архитект и дизайнер Марио Белини е назначен за главен консултант по проектиране в Оливети. С негово участие се раждат:
- пишещите машини Olivetti Linea 98 (1971), Lettera 35 (1972), Lexikon 82 (1972, с Антонио Маки Касия и Джовани Пазини), Studio 46, Lettera 25 и Lexikon 82 (1974), Lexikon 82 (1975), TES 401 и ET 101 (1978), Lettera 10, Lettera 12 и ET 201 (1979), Lettera 40/41/42, Lettera 50/51/52, ET 110, ET 121, Praxis 35 и ET 351 (1980), Praxis 35 (1981, със Сандро Паскуи), Praxis 20 и ET 111 (1983), ETP 50 (1984), ETV 240 (1985), ETP 55 (1987), Lettera 92, College, New Age, Praxis 100, ET 2200/ 2300/ 2400/ 2500 (1988), Olivetti Italia 90/3 и ETP 56 (1989), PTP 820 (1992), Linea 101 (1994) и Praxis DLX (?)
- калкулаторите Logos 328 (1968), Logos 250 и Logos 270 (1970), Logos 50/ 60/ 68 (1972/73), Logos 55, Logos 58, Logos 59, Logos 240, Divisumma 18 и Divisumma 28 (1973), Divisumma 33 (1976), Logos 41PD и Logos 7PD (1977), Logos 3 и Logos 80 (1978), Logos 9 (1980), Logos 9 (1981, с Антонио Маки Касия), EC 121PD/122PD (1982), Divisumma 31 (1984) и Logos 584 (1999)
- компютрите Olivetti P101 (1964) и P6040 (1977), преносимите компютри M111 (1988, с Брус Файфилд) и Quaderno (PT-XT-20) (1992, с Хагай Швадрон), микрокомпютрите P203 (1967) и P652 (1973)
- видеотерминалът TCV 250 (1967)
- CMC 7 (1963) – автоматичен четец на писмени документи с магнитни символи
- касите CR1010 (1980) и Mercator 20 (1983) – част от серията Mercator
- копирната машина Copia 1800 (1982)
- счетоводната машина A4 (1975).

Пишещите машини Lettera 10, Lexicon 82 и ETP 55, електронните калкулатори Divisumma 18, Logos 50/60, Logos 80 и Divisumma 28, компютърът P101, микрокомпютърът P203 и счетоводната машина A4 са част от постоянната колекция на MoMA в Ню Йорк. Носители на престижната италианска награда за дизайн „Compasso d'Oro“ са четецът CMC 7 за 1963 г., електронният калкулатор Logos 270 за 1970 г., електронната ПМ Praxis 35 за 1981 г. и касата Mercator 20 за 1984 г., а на престижната италианската награда за индустриален дизайн SMAU Industrial Design – преносимият компютър Olivetti Quaderno за 1992 г. През 1965 г. Марио Белини придава голяма функционалност и красота на Programma 101 – предшественик на персоналния компютър. През 1973 г. той проектира електронните калкулатори Divisumma 18 и Logos 68, които се характеризират с особена иновация в дизайна на ел. калкулатори: за да ги разграничи от други анонимни продукти, Белини си служи с нови форми – необичайно покритие от мек на допир каучук за Divisumma 18 и особено триъгълно сечение за Logos 68. През 1967 г. излиза видеотерминалът TCV 250 – един от най-интересните дизайнерски експерименти на 1960-те г.
През 1980-те г., със стандартизацията на продуктите, ролята на дизайна нараства още повече като средство за отличаване на продуктите на Оливети. През 1982 г., за първия персонален компютър на Оливети – M20, Студио Зотзас интегрира клавиатурата, централното устройство и монитора в едно тяло, но в следващите модели дизайнът се приспособява към нуждата от модулност на PC, изискваща разделяне на трите компонента. В областта на преносимите компютри дизайнът обръща особено внимание на ергономията; примери за това са M10 (1983) на Пери А. Кинг и Антонио Маки Касия, който предлага дисплей с променлив наклон и лесно четими клавиши, и Quaderno (1992) на Марио Белини и Хагай Швадрон – първият нотбук във формат A5. М10 печели престижната награда за индустриален дизайн SMAU за 1983 г.
Италианският дизайнер и архитект Микеле Де Луки започва работа в Оливети през 1979 г. и първоначално е отговорен за проектирането на офис мебели, големи компютри и банкови системи, а по-късно разширява сътрудничеството си с много други продукти. С негово участие са създадени:
- калкулаторите Divisumma 12 (1999), Gioconda (2001) и Logos 20/30/40/50 (2002), със Сезгин Аксу
- компютрите Olivetti Envision (1995), комп. серия Modulo (1995 – 1996, с Фелипе Аларкао), компютрите M700 (1998, с Масахико Кубо), Xana (1996, с Масахико Кубо и Фелипе Аларкао), Xana 410 (2001, със Сезгин Аксу), Computer minitower CED M6 950 и M6 6200 (1996, с Алесандро Киарато)
- преносимите компютри Olivetti AG12 Quaderno (1993), Philos 44 (1993, с Хагай Швадрон), Echos 40 (1994, с Аугустус Де Врее), Echos 20 (1995, с Аугустус Де Врее), Echos P120 (1996), Echos PRO (1997, с Фелипе Аларкао) и Xtrema 4000 (1998, с Фелипе Аларкао);
- компютърните монитори (1987, с Ерик Готайн, Eric Gottein) и CM2001 (1996, с Масахико Кубо), мултимедийният LCD монитор (2001, със Сезгин Аксу)
- компютърни клавиатури (1992)
- компютърните сървъри LSX 5000 (1991, с Джеймс Ървин) и Silver (1994, с Марио Тримарки), компютърните кутии и сървъри M6, M4 e PCS (1993, с Марио Тримарки и Аугустус Де Врее)
- мултимедийният публичен терминал MK Sys (1995, с Аугустус Де Врее, Антонио Маки Касия и Енрико Куел)
- принтерите Olivetti JP 883 (1988, с Масахико Кубо), PG 304 (1993, с Алесандро Киарато и Аугустус Де Врее), JP 452 (1993, със Саймън Морган), JP 270 (1993, с Алесандро Киарато), DM 109 и DM 119 (1994, с Алесандро Киарато), JP 50 (ок. 1994), JP 450 (1994) JP 170 (1996, с Алесандро Киарато), JP 790 (1996, с Йоханес Кислер), JP 883 (1998, с Масахико Кубо), ArtJet 10 и ArtJet 20 (1998, с Масахико Кубо), мултифункционалният Copy Lab (2001, с Масахико Кубо) и retail PR 4 (1996, с Йоханес Кислер)
- факсовете OFX 1001 (1994, с Аугустус Де Врее), OFX 1000 (1995, с Аугустус Де Врее), OFX 500 (1997, с Масахико Кубо), OFX 500 – 2 (1997, с Йоханес Кислер), OFX 560 и 540 (1999, с Масахико Кубо), Fax-Lab 300 (2000), OFX 570 (2001, с Масахико Кубо), Fax-Lab 450 (2003), мултифукционалните Jet-Lab 600 (2000) и OFX 300 (2000)
- личните органайзери Agenda D 1070, D 1000 и D 2100 (1993, графичен дизайн, с Алесандро Киарато и Аугустус Де Врее)
- безжичният телефон Olivetti Pronto (1994)
- банкоматът CAT6500 (ок. 1988), банковият автоматичен терминал CD 6300 Lobby (1990), банковите self service MS 6050 (1995, с Енрико Куел) и Minicad (ок. 1993, с Марио Тримарки), банковите принтери PR 60 (1994, с Алесандро Киарато), PR 2 (1995) и PR 6 (PR 136) (ок. 1998, с Йоханес Кислер)
- пожарникарският терминал M 711 (1994, с Енрико Куел)
- касата RCF 150B (1993, с Брус Файфилд), касите с термопечат CRF 4050, CRF 4200, CRF 4600 (1993, с Алесандро Киарато)
- електронната пишеща машина ETP (1993, с Алесандро Киарато)
- серията офисни мебели Icarus (1982, с Еторе Зотзас), система Modulo (1979, с Еторе Зотзас), офисната система Sangirolamo (1991, с Акиле Кастильоне)
- канцеларските офисни материали Paper On-Paper Stick (1991, с Джеймс Ървин) и офисните куфарчета „Льо Бюро“ (Valigette Le Bureau, 1992, с Алесандро Киарато).

Продуктите на Микеле Де Луки печелят престижни награди:
- италианската награда за индустриален дизайн (SMAU Industrial Design Award): банков автоматичен терминал CD 6300 за 1990 г., компютър Envision за 1995 г., банков принтер PR 2 за 1996 г.;
- италианската награда за дизайн „Compasso D'Oro“: принтер Artjet 10 за 2001 г.
- международната награда за индустриален дизайн IF Award for good Industrial Design на CeBIT в Хановер: преносим компютър Philos 44 и мултимедиен публичен терминал MK Sys 6000 за 1994 г., мастиленоструен принтер JP 170 за 1996 г., многофункционален факс JetLab 600 за 2000 г.

### Реклама
Ръководени от Службата за развитие и реклама, продуктите се придружават графична и бизнес комуникация, които укрепват и допълнително тласкат културата, върху която Оливети полага основите си.
Първите плакати са дело на Марчело Дудович, който обаче оставя терена на Джовани Пинтори, който се грижи за рекламната и институционалната графика в периода 1938 – 1968 г. и към него по-късно се присъединява Еджидио Бонфанте.
По време на 30-годишното сътрудничество с Джовани Пинтори – арт директорът на Техническата служба по реклама комуникацията и графиката на Оливети привличат международно внимание, превръщайки се в култов обект и намирайки място на важни изложби по целия свят: Ню Йорк (MoMa 1952), Берлин (1954), Япония (1954), Париж (Лувър 1955), Лондон (1959). Плакатите на Пинтори са част от постоянната колекция на MoMA в Ню Йорк.
През 2005 г., при популяризирането на моделите факсове FaxLab 460 и 470, за първи път рекламата подчертава червеното лого с преработената буква О на Оливети.

### Архитектура
Оливети наема известни архитекти и дизайнери за създаването на фабрики, шоуруми, офиси и магазини.
Комплексът на Оливети (Complesso Olivetti) е градски архитектурен комплекс, бивше седалище на компанията, разположен в град Ивреа, Северна Италия. Първото му ядро – Фабриката от червени тухли е построено през 1896 г. от Камило Оливети, а последващите разширения се дължат на сина му Адриано Оливети, който през 30-те г. наема архитекти като Луиджи Фиджини и Джино Полини. Комплексът е един от най-известните корпоративни символи.
Заводът в Поцуоли, построен през 50-те г. от Луиджи Козенца, е пример за интегрирането на сградата в природния пейзаж на неаполитанското крайбрежие. При откриването му през 1955 г. Адриано Оливети казва:
| „ | Тази фабрика се издига пред най-особения залив на света според архитектурната идея за уважение към красотата на местата и с цел красотата да е утеха в ежедневната работа. Следователно фабриката е замислена така, че да подхожда на човека, за да може той да намери на подреденото си работно място инструмент за изкупление, а не средство за страдание. | “ |

Магазините на Оливети са изключително творение на корпоративния имидж: тези в Ню Йорк (1954), Венеция (1958), Париж (1960), Буенос Айрес (1968) са дело на известни архитекти. Карло Скарпа проектира магазина във Венеция през 1958 г., Франко Албини и Франка Хелг проектират този в Париж през същата година, а Иняцио Гардела създава магазина в Дюселдорф през 1961 г.
Офис сградите също са част от имиджовата политика на Оливети. Анибале Фиоки, Лука Капецио, Марчело Ницоли и Джан Антонио Бернаскони работят между 1954 и 1956 г. върху Офисната сграда на Оливети на ул. Клеричи в Милано (Palazzo degli Uffici in via Clerici).
Архитектурната група BBPR, състояща се от италианските архитекти Джан Луиджи Банфи, Лодовико Барбиано ди Белджойозо, Енрико Пересути и Ернесто Натан Роджърс, завършва сградата на Оливети в Барселона през 1964 г. за дъщерното дружество Hispano-Olivetti: тя е разположена на трапецовиден участък и загатва за архитектурата на Антони Гауди. През 1972 г. Егон Айерман проектира Офис сградата на Оливети във Франкфурт на Майн.
От 1954 г. Оливети започва изграждането на заводите в Латинска Америка, особено в Аржентина и Бразилия, където проектирането е поверено на Марко Дзанусо.
През следващите години Оливети продължава изграждането на фабрики и индустриални заводи в съответствие с политиката си, свързана с динамичния и модерен имидж на компанията, възлагайки задачата на престижни международни архитекти. Два примера за това са Техническият център на Оливети в Йокохама и разширяването на Центъра за обучение в Haslemere, Съри. Центърът в Йокохама е построен между 1969 и 1972 г. по проект на Кендзо Танге и групата Urtec. Проектът за съоръжението в Haslemere е поверен на Джеймс Стърлинг, който завършва строителството през 1973 г. Други престижни имена са Льо Корбюзие, който проектира никога непостроения завод в Преняна Миланезе близо до Милано между 1961 и 1962 г., и Луис Кан, който между 1967 и 1970 г. проектира завода в Харисбърг в Пенсилвания, много ясно представляващ преплитането между техническата култура, родена във фабриката, и съвременната архитектурна култура.
От 2001 г. насам може да се посети Музеят на модерната архитектура на открито в град Ивреа по пешеходна пътека през важно архитектурно и градско наследство.

## Продукти

### Пишещи машини (ПМ)

#### Накратко
- Olivetti M 1 (1911) – първата ПМ, произведена индустриално в Италия
- Olivetti MP1 (1932) – първата преносима ПМ на Оливети
- Olivetti Studio 42 (1935) – първата полустандартна ПМ на Оливети
- Olivetti Lexikon 80 (1948) – първата стандартна ПМ с изцяло подвижна кутия на Оливети
- Lexikon 80 (1948), Lettera 22 (1950), Studio 44 (1952) – пример за дизайн, ценен в цял свят, дело на Марчело Ницоли
- Olivetti Graphika (1957) – първата ПМ на Оливети с диференцирано писане
- Olivetti Linea 88 (1966) – за пръв път е използвана пластмаса за кутията на стандартна ПМ на Оливети
- Olivetti Linea 198 (1997) – последната професионална стандартна механична ПМ на Оливети
- Olivetti Lexikon 80 E (1950) – първата електрическа ПМ на Оливети.
- Olivetti 84 (1961) – най-тежката ПМ на Оливети (28 кг)
- Olivetti Lettera 36 (1970) – първата преносима електрическа ПМ на Оливети
- Olivetti Lexikon 82 (1974) – първата преносима електрическа ПМ в света, оборудвана с елемент за писане с „топче“
- Olivetti Lexikon 90 (1975) – първата професионална електрическа ПМ на Оливети, която използва топче като елемент за писане
- Olivetti Editor S 14 (1972) – първата система за писане на Оливети
- Olivetti ET 101 (1978) – първата електронна ПМ в света
- Olivetti Praxis 35 (1980) – първата преносима електронна ПМ в света
- Olivetti ET 2400 (1988) – първата електронна ПМ в света, която трие написания току-що текст
- Olivetti Linea 198 (1997) – последната професионална стандартна ПМ на Оливети
- Изложени в MoMA в Ню Йорк: Olivetti Lexikon 80 (1948), Olivetti Lettera 22 (1950), Olivetti Editor 2 (1968), Olivetti Valentine (1969), Olivetti Lettera 10 (1979), ETP 55 (1985/86).[52]

#### Механични ПМ

##### Стандартни професионални ПМ
През 1893 – 1894 г. Камило Оливети е в САЩ като преводач и асистент на преподавателя си по електроинженерство инж. Галилео Ферарис, който е поканен да изнася лекции на Международния конгрес по електроинженерство в Чикаго. От 1873 г. пазарът на ПМ е в ръцете на Ремингтън (Remington). До 1896 г., когато излиза първата Underwood, съществуват само модели за писане на сляпо (въвежданият текст не се вижда), с които се запознава Камило и при второто си пътуване в САЩ през 1895 – 1896 г. На 12 август 1908 г. инженерът праща на жена си Луиза Ревел писмо от Милано, написано на прототипа на първата ПМ на Оливети – M1, създаден от самия него. Камило се вдъхновява от Remigton и Underwood, а след третото си пътуване в САЩ през декември 1908 г. въвежда редица иновации в прототипа, като регистрира редица патенти в Европа и в Америка.
M1 е историческа рядкост за колекционерите. Между 1911 и 1920 г. от нея са произведенени около 5500 бройки общо. M1 е представена официално през 1911 г. на Международната експозиция на индустрията и труда в Торино. В началото няма голям успех, но през 1912 г. Оливети печели конкурс за доставката на 100 ПМ на Министерството на Кралските военноморски сили. M1 е малко по-скъпа от модела на Ремингтън (500 срещу 450 лири), но механизмът ѝ за писане е по-лесно управляем. През 1913 г. вече се произвеждат по 23 бройки седмично. Камило полага основите на търговската мрежа на Оливети в Италия, като отваря първите клонове и представителства. Той дава задачата на художника Теодоро Волф Ферари (Teodoro Wolf Ferrari) да създаде плакат с образа на Данте, показващ М1, а във вестниците и списанията текат рекламни кампании, акцентиращи върху качеството на италианския продукт.
През 1920 г. на Международния панаир в Брюксел е представена втората ПМ на Оливети – M20, дело на Камило Оливети в сътрудничество с техническия му директор Доменико Бурцио. В нея има редица иновации и за разлика от M1, която се продава единствено в Италия, тя се продава и в чужбина. Произведени са общо над 80 хил. екземпляра. В Италия продажбите са подпомагани от рекламни кампании с наивни изображения и текстове, които акцентират върху италианския характер на ПМ, нейната здравина и леснотата на употреба на клавиатурата ѝ; има и плакати на известни дизайнери на плакати като Пировано (Pirovano) и Дудович (Dudovich).
За да актуализира M20, Камило Оливети работи със своя приятел и колега Джино Леви Мартиноли върху нов модел и така през 1930 г. се ражда M40, който е в производство до 1948 г., макар и с модификации (втори вариант излиза през 1937 – 1938, а трети – през 1940-те г.). В предварителната фаза към пусканетото на модела роля играе OMO (Officina Meccanica Olivetti), създадена от Камило през 1926 г. Тя има задачата да конструира първите 20 бройки от новия модел, за да провери неговото функциониране и да коригира дефектите. OMO произвежда и необходимото оборудване за серийно производство, което започва през 1931 г. M40 е добре приета от клиентите поради големия напредък в качеството, скоростта на писането и лекотата на докосването на клавишите. В периода след Втората световна война M40 е стандартният модел на офертата на Оливети: между 1930 и 1948 г. са произведени повече от половин милион броя в 3-те ѝ различни варианта.
Нуждата от иновации е видна в модела Lexikon 80 от 1948 г. – напълно нов модел, прецизна, надеждна и лесна за използване стандартна професионална ПМ, дело на гениалността на проектанта Джузепе Бечо и на дизайнера Марчело Ницоли. Тя предлага по-бърза скорост на писане с минимално усилие за машинописеца. Lexikon 80 е пример за пълна интеграция между формална елегантност и функционалност, благодарение на което е част от постоянната колекция на MOMA (Музей на модерното изкуство) в Ню Йорк. Тя има голям търговски успех на световния пазар: между 1948 и 1960 са продадени около 800 хил. бройки, вкл. електрическата ѝ версия Lexikon 80 E – първата ПМ на Оливети от този вид, пусната през 1950 г.
През 1957 г. излиза Graphika с дизайн, подобен на този на Lexikon, но който въвежда, без голям успех, писане с променлив интервал. Моделът Diaspron 82 (1959) е с по-добър прием и също е проектиран от Марчело Ницоли, който изоставя заоблените линии в полза на дизайна с ръбове и фасетки. Diaspron е вероятно последната ръчна ПМ на Оливети с добър комерсиален успех.

##### Стандартни ПМ за масовия потребител и офиса
Редом с професионалната M40 вървят полустандартната Studio 42 от 1935 г. и преносимата MP1 от 1932 г. в контраст на тежките модели от предходните години. С MP1 Оливети навлиза на масовия пазар. Идеята за новия проект е на Адриано Оливети и Джино Леви Мартиноли, които следят отблизо разработката му от Рикардо Леви и дизайнерите Алдо и Адриано Манели. За Оливети проетът е новост и изисква различно използване на материалите, подход към търговската мрежа (откриване на филиали) и дизайн (увеличаване броя на разцветките, олекотяване на структурата и др.). През 1933 г. са произведени 9 хил. бройки спрямо 15 хил. бройки стандартни ПМ.
През 1950 г. излиза „митичната“ Lettera 22, която се смята за символ на „италианствеността“ заедно с Фиат 500 (1957), 600 (1955) и Веспа (1946) на Пиаджо. Тя веднага набира популярност и става любима на много известни италиански журналисти и писатели като Енцо Биаджи и Индро Монтанели. Тя печели престижната италианска награда за дизайн Compasso d'Oro (1954) и става част от постоянната колекция на MoMA в Ню Йорк, а през 1959 г. Illinois Technology Institute я поставя сред 100-те най-добри дизайнерски продукти за последните 100 г. Lettera 22 първоначално се произвежда във фабриките в градчето Алие в Северна Италия, а впоследствие и в тези на Hispano Olivetti и на British Olivetti. ПМ е проектирана от Джузепе Бечо, а дизайнът е на Марчело Ницоли. Тя замества MP1 и се харатеризира с доста иновации като инкорпориране на клавиатурата и барабана в корпуса на машината, олекотен дизайн (3,7 кг), отлично функциониране благодарение на по-лесното натискане на клавишите и др. Производството ѝ е съпътствано от интензивна рекламна кампания: плакатите носят името на известни майстори на рекламната графика като Марчело Ницоли, Джовани Пинтори, Савиняк (Savignac) и др., а текстовете са на известни писатели и интелектуалци.
През 1963 г. Оливети представя Lettera 32, вдъхновена от Lettera 22, в която са въведени различни механични промени. Механиката на Lettera 22 е в основата и на редица модели преносими ПМ, различаващи се основно по дизайна: Olivetti Dora и Lettera De Luxe (1965), Lettera 25 и 35 (1974) – по дизайн на Марио Белини подобно на Lettera 10 и 12 (1979) и по-изисканите Lettera 40/41/42 и 50/51/52 (1980).
През 1969 г. излиза още една култова преносима ПМ, изложена в MoMA в Ню Йорк – яркочервената Olivetti Valentine с авангарден дизайн на Еторе Зотзас. Тя е съпътствана от висококачествени рекламни кампании – дело на известни поети, писатели, графични дизайнери и фотографи.
| Наименование | Снимка                        | Пускане в продажба              | Изтегляне от продажба | Тип машина                            | Проектант                                        | Дизайнер                                                                   | Цвят | Забел. |
| --- | ----------------------------- | ------------------------------- | --------------------- | ------------------------------------- | ------------------------------------------------ | -------------------------------------------------------------------------- | --- | --- |
| Olivetti M1 |                               | 1911                            | 1920                  | Стандартна професионална              | Камило Оливети                                   | Камило Оливети                                                             | полирано черен                                                                                                  | Първата ПМ, произведена индустриално в Италия. |
| Olivetti M20 Варианти: - M 22 Ricalco - М20 Coloniale - Икономичен вариант | Снимка на модел без табулатор | 1920 Варианти:< br>1921 1930-те | 1933                  | Стандартна професионална              | Камило Оливети Доменико Бурцио                   | Камило Оливети                                                             | полирано черен колониален пясък (вариант) очукано черен (вариант)                                               | Подобрен дериват на M1. От 1929 г. се произвежда и от дъщерната компания S. A. Hispano Olivetti. Преобоядисвана за италианските колонии.                                            |
| Olivetti M40 Варианти: – M40/2 – M40/3 |                               | 1930 1938 1940 или 1946         | 1948                  | Стандартна професионална              | Камило Оливети Джино Леви Мартиноли Техн. служба | Камило Оливети Фиджини и Полини (3-та серия)                               | полирано черен, гофрирано черен                                                                                 | Три различни серии в три различни години. Добро качество. |
| Olivetti MP1 Варианти: - MP1 Simplex (произв. в Италия) -MP 1 RAS (idem) -MP 1 Manta (не е продавана в Италия) - MP 1 Rapida (idem) - Invicta (произ. във фабриката на Invicta в Торино) - Invicta Harrods (продавана в Англия) |                               | 1932                            | 1950                  | Преносима                             | Рикардо Леви                                     | Алдо и Адриано Манели                                                      | полирано черен, гофрирано черен, червен, светлосин, син, зелен, сив, кафяв, слонова кост                        | Първата преносима ПМ на Оливети. Позната и като Ico (от инж. Камило Оливети). |
| Olivetti Studio 42 |                               | 1935                            | 1950                  | Полустандартна                        | Отавио Луцати                                    | Фиджини и Полини Ксанти Шавински                                           | полирано черен, очукано черен, червен, син, светлосин, кафяв, зелен, сив, слонова кост                          | Нар. също MP2 или M42. Първата полустандартна ПМ на Оливети. |
| Olivetti M40KR |                               | 1942                            | 1944                  | Стандартна                            | Камило Оливети Джино Леви Мартиноли Техн. служба | Камило Оливети                                                             | очукано черен                                                                                                   | Икономичен олекотен вариант на M40 за немската армия. KR идва от немската дума за „война“ – Krieg.                                                                                  |
| Olivetti M44 |                               | 1947                            | 1953                  | Стандартна                            |                                                  | Камило Оливети                                                             | гофрирано черен, гофрирано сив (от 1951)                                                                        | Малки разлики с M40/3. Произведена в Ивреа и в Глазгоу |
| Olivetti Lexikon 80 Варианти: - I вариант - II вариант - III вариант - Scuola |                               | 1948                            | 1959                  | Стандартна професионална              | Джузепе Бечо                                     | Марчело Ницоли                                                             | бежов, светлосин, червен                                                                                        | Първи модел на стандартна ПМ с напълно подвижна кутия на Оливети. Първоначално нар. M80. В три варианта с различни клавиши. Изложена в MoMA в Ню Йорк.                              |
| Olivetti Lettera 22 Варианти: - I серия; - II серия; - Pluma 22 (произв. в Испания); - Scribe (в Англия); - Chieftain, Sears Courier, Tower (в САЩ)                                                                             |                               | 1950                            |                       | Преносима                             | Джузепе Бечо                                     | Марчело Ницоли                                                             | бежов, гофрирано бежов, светлосин, зелен, розов (в 1-вите варианти) розов, светлосин, жълтозелен (впоследствие) | Замества MP1. С важни технически и дизайнерски иновации. В MoMA в Ню Йорк като пример за итал. дизайн. Награда Compasso d'Oro (Италия, 1954).                                       |
| Olivetti Studio 44 |                               | 1952                            |                       | Полустандартна                        | Джузепе Бечо                                     | Марчело Ницоли                                                             | бежов (1-ви варианти) светлосин (впоследствие)                                                                  | Дизайн като този на Lexikon 80. Пример за дизайн, ценен в цял свят, заедно с Lexikon 80 и с Lettera 22. През 1955 г. неин специален модел е дарен на папа Пий XII                   |
| Olivetti Graphika |                               | 1957                            |                       | Стандартна                            | Джузепе Бечо                                     | Марчело Ницоли                                                             | зелен | Механичен дериват на Lexikon 80. 1-ва ПМ на Оливети с диференцирано писане |
| Olivetti Diaspron 82 |                               | 1959                            |                       | Стандартна                            | Джузепе Бечо                                     | Марчело Ницоли                                                             | светлосин | Голям търговски успех благодарение на отличната механика и комбинацията от форми и цветове на кутията.                                                                              |
| Olivetti Lettera 32 Варианти: - I вариант - II вариант - III вариант - Lettera 62 |                               | 1963                            |                       | Преносима                             | Джузепе Бечо                                     | Марчело Ницоли                                                             | светлосин, светлосин диаспрон, червен, жълтозелен (в 1-вите версии – гладко, впоследствие гофрирано)            | Голям търговски успех. Произведена в Югославия, Испания, Италия и Мексико. Има три варианта + Lettera 62 (червена, от 1988) с малки технически и естетически разлики.               |
| Olivetti Lettera 33 Underwood |                               | 1963                            |                       | Преносима                             |                                                  | Еторе Зотзас                                                               | сребрист и черен                                                                                                | Произведена в Италия. Lettera 32 с нов външен вид |
| Olivetti Studio 44L |                               | 1965                            |                       | Полустандартна                        |                                                  | Марчело Ницоли                                                             | сив със светлосин капак                                                                                         | Механика и естетика от Underwood 21. Леки естетически модификации на Studio 44. |
| Olivetti Lettera DL (De Luxe) Варианти: - Olivetti Underwood Lettera 33 (САЩ) |                               | 1965                            |                       | Преносима                             |                                                  | Еторе Зотзас                                                               | сребрист и тъмносив                                                                                             | DL идва от „De luxe“. Луксозна версия на Lettera 32 |
| Olivetti Dora Варианти: - Olivetti Lettera 27, 31, 31 L, 31 R, 31 T, Italia 90/3, Class, La mia Prima Olivetti - Underwood 310, 320, 314, 315, Mercedes,Ventura - Singer Personal                                               |                               | 1965                            |                       | Преносима                             |                                                  | Еторе Зотзас                                                               | светлосив (Италия), червен, бял, сив, светлосин, бежов, кафяв, зелен (за модели, произв. извън Италия)          | Икономична версия на Lettera 32. Произведена в Италия, Испания, Югославия и Мексико.                                                                                                |
| Olivetti Linea 88 |                               | 1966                            |                       | Стандартна                            | Адриано Мениканти Служба „Проекти пишещи машини“ | Еторе Зотзас                                                               | лилав | За пръв път е използвана пластмаса за кутията на стандартна ПМ на Оливети. |
| Olivetti Studio 45 |                               | 1967                            |                       | Полустандартна                        |                                                  | Еторе Зотзас Ханс фон Клир                                                 | зелен, светлосив                                                                                                | Професионален вариант на Lettera 32 |
| Olivetti Valentine Варианти: - I вариант с табелка made in Italy; - II вариант с табелка (made in) Spain; - III вариант с табелка made in Mexico. - Olivetti Valentine S (продавана извън Италия)                               |                               | 1969                            | 2000                  | Преносима                             |                                                  | Еторе Зотзас Пери А. Кинг                                                  | Червен (по-рядко бял, син, зелен)                                                                               | Позната под името „la rossa portatile“ (от итал. „Червената преносима"). Специална версия на Lettera 32. В три серии. Изложена в MoMA в Ню Йорк. Valentine S е икономичнен вариант. |
| Olivetti Underwood Ventura |                               | 1969                            |                       | Преносима                             |                                                  |                                                                            | тъмносив | По кутия е подобна на Dora. Произведена от Оливети в Барселона. |
| Olivetti Underwood 310 |                               | 196X                            |                       | Преносима                             |                                                  |                                                                            | снежнобял със светлосин капак, жълт (рядко)                                                                     | Подобна на Dora. Произведена в Испания. |
| Olivetti Linea 98 Варианти: - I вариант (произв. в Италия) - II вариант (idem) - III вариант (в Италия и Бразилия) |                               | 1971                            | 1995                  | Стандартна                            |                                                  | Марио Белини                                                               | светлосив, тъмносив, сребрист                                                                                   | В три варианта с малки естетически и технически разлики. |
| Olivetti Lettera 35 |                               | 1972                            |                       | Преносима                             |                                                  | Антонио Маки Касия Марио Белини Джовани Пазини Сандро Паскуи D.J. de Vries | бежов, светлосив, черен (гофриран лак)                                                                          | Механичен дериват на Lettera 32, но с модификации. В края на 1980-те е с името Lettera 35L и Italia 90/3.                                                                           |
| Olivetti Lettera 25 |                               | 1974                            |                       | Преносима                             |                                                  | Марио Белини                                                               | бежов, светлосив, червен                                                                                        | Икономичен механичен вариант на Lettera 35. |
| Olivetti Studio 46 Варианти: - пластмасов - метален - Studio 46 hispano |                               | 1974                            |                       | Полустандартна Преносима (Studio 46i) |                                                  | Антонио Маки Касия Марио Белини Джовани Пазини Сандро Паскуи D.J. de Vries | светлосин (Studio 46), светлобежов, светлокафяв (Studio 46i)                                                    | Произведени в Барселона. |
| Olivetti Lettera 10 |                               | 1979                            |                       | Преносима                             |                                                  | Марио Белини Джовани Пазини Сандро Паскуи D.J. de Vries                    | бял | Некачествена механика и малък комерсиален успех. В MoMA в Ню Йорк |
| Olivetti Lettera 12 |                               | 1979                            |                       | Преносима                             |                                                  | Антонио Маки Касия Марио Белини Джовани Пазини Сандро Паскуи D.J. de Vries | бял с черни участъци                                                                                            | Механично равнозначна на Lettera 10, но с добавени приспособления |
| Olivetti Lettera 40/41/42 | Olivetti Lettera 42           | 1980                            |                       | Преносими                             |                                                  | Антонио Маки Касия Марио Белини                                            | бял с черен капак                                                                                               | С двуцветна лента с бобини. Произведени в Испания. Модел 40 е най-опростен. |
| Olivetti Lettera 50/51/52 |                               | 1980                            |                       | Преносими                             |                                                  | Антонио Маки Касия Марио Белини                                            | бял с черен капак                                                                                               | С едноцветна лента в касетка. Произведени в Испания. Малки технически разлики помежду им.                                                                                           |
| Olivetti Scheidegger Italia 5000 |                               | 198X                            |                       | Преносима                             |                                                  |                                                                            | светлосиня с черен капак                                                                                        | По структура и кутия подобна на Lettera 52. Произведена в Испания за Scheidegger.                                                                                                   |
| Olivetti Scheidegger President |                               | 198X                            |                       | Преносима                             |                                                  |                                                                            | светлосив | По структура и кутия подобна на Lettera 34. Произведена в Испания за Scheidegger.                                                                                                   |
| Olivetti Lettera 62 |                               | 198X                            |                       | Преносима                             |                                                  | Марчело Ницоли                                                             | червен | Механичен и естетически дериват на Lettera 32. Произведена в Югославия. |
| Olivetti Lettera 82 |                               | 1984                            |                       | Преносима                             |                                                  |                                                                            | Кафяв, охра, тъмнозелен, светлозелен, син, червен, оранжев                                                      | Икономичен модел, разпространен след купуването на швейцарската марка Hermes. Механичен дериват на Tropical. Произв. в Бразилия.                                                    |
| Olivetti Tropical |                               | 1984                            |                       | Преносима                             |                                                  |                                                                            | светлосив с тъмносиви кантове                                                                                   | Икономичен модел, произведен в Бразилия. Механично подобна на Lettera 82. |
| Olivetti Underwood 21 |                               | 1984                            |                       | Преносима                             |                                                  |                                                                            | светлосив с тъмен капак                                                                                         | Механика и кутия като на Studio 44 L. Произведена в Барселона. |
| Olivetti Lettera 27 |                               | 1987                            |                       | Преносима                             |                                                  | Еторе Зотзас                                                               | светлосив със светлосив капак                                                                                   | Дериват на Dora. |
| Olivetti Lettera 92 |                               | 1988                            |                       | Преносима                             |                                                  | Марио Белини                                                               | червен с черно дъно                                                                                             | Механичен дериват на Lettera 35. Произведена в Югославия. |
| Olivetti College |                               | 1988                            |                       | Преносима                             |                                                  | Антонио Маки Касия Марио Белини Джовани Пазини Сандро Паскуи D.J. de Vries | червен | Механичен дериват на Lettera 25, произведен в Мексико |
| Olivetti New Age |                               | 1988                            |                       | Преносима                             |                                                  | Марио Белини                                                               | лилав капак, зелен с оранжев капак, лилав със зелен капак, оранжев с лилав капак                                | Механичен дериват на Lettera 25, произведен в Мексико |
| Olivetti Lettera 31 |                               | 1989                            |                       | Преносима                             |                                                  | Еторе Зотзас                                                               | светлосин | Произведена в Мексико. С пластмасова кутия. |
| Olivetti Lettera 31T |                               | 1989                            |                       | Преносима                             |                                                  | Еторе Зотзас                                                               | сив със светлосин капак                                                                                         | Произведена в Югославия. Доставяна като Underwood 315. |
| Olivetti Class |                               | 1989                            |                       | Преносима                             |                                                  | Еторе Зотзас                                                               | червен | Дериват на Dora. |
| Olivetti Italia 90/1 |                               | 1989                            |                       | Преносима                             |                                                  | Еторе Зотзас                                                               | светлосин | Специална версия на Dora, произв. в Мексико за Световното първенство по футбол (Италия 1990).                                                                                       |
| Olivetti Italia 90/3 |                               | 1989                            |                       | Преносима                             |                                                  | Антонио Маки Касия Марио Белини Джовани Пазини Сандро Паскуи D.J.De Vries  | светлосин (с гофриран лак)                                                                                      | Специална версия на Lettera 35, произв. в Мексико за Световното първенство по футбол (Италия 1990).                                                                                 |
| Olivetti Elsa |                               | 198X                            |                       | Преносима                             |                                                  |                                                                            | светлосив с черно дъно                                                                                          | Подобна на Lettera 92. Произведена в Испания. |
| La mia prima Olivetti |                               | 1990                            |                       | Преносима                             |                                                  | Еторе Зотзас                                                               | червен, сив със светлосин капак                                                                                 | Естетичен и механичен дериват на Lettera 31 T. Произведена в Югославия. |
| Olivetti Roma |                               | 1990                            |                       | Преносима                             |                                                  | Еторе Зотзас                                                               | светлосив с червени кантове                                                                                     | Произведена от Olivetti do Brasil S.A. |
| Linea 101 |                               | 1994                            |                       | Стандартна                            |                                                  | Марио Белини                                                               | | |
| Olivetti Linea 198 |                               | 1997                            |                       | Стандартна                            |                                                  |                                                                            | светлосив | Произведена в индийската фабрика на Facit за марката Оливети. Копие на модела Facit 1730. Последна професионална стандартна ПМ на Оливети.                                          |
| Olivetti MS 25 Premier Plus |                               | 2005                            |                       | Преносима                             |                                                  |                                                                            | бяла | Произведена в Китай. Неоригинална. |

#### Електрически ПМ
От 60-те г. на 20 век вниманието на Оливети е насочено към електрическите ПМ в контекста на случващото се на световните пазари. През 1961 г. излиза най-тежката ѝ ПМ – Olivetti 84, вдъхновена в механиката си от първата електрическа ПМ на Оливети – Lexikon 80 E.
В следващите години има доста нови модели предимно по отношение на дизайна. В Tekne 3 (1964) и Tekne 4 (1965) освен дизайна на Еторе Зотзас и Ханс фон Клир изпъкват механичните иновации на проектанта Ренато Салто с цел увеличаването на скоростта на писането. Те стават основата за различни следващи модели, започвайки с Editor (1965), който позволява отпечатване с променлив интервал, до олекотената благодарение на пластмасовата си кутия Praxis 48 (1965), чиийто характерен белег са повдигнатата от основата клавиатура и зелените клавиши.
Основните модели професионални електрически ПМ на Оливети са допълнени от сериите Editor и Lexikon 90. Editor 5 (1968) и Editor 4 (1969) усъвършенстват механиката и дизайна на Editor (1965) и са приети добре на пазара. По-хладен прием има по-икономичната Editor 3 (1970), по дизайн подобна на Editor 4 и 5 и с механика, вдъхновена от Editor 2 (1968), произведена от Olivetti-Underwood специално за американския пазар. Lexikon 90 (1975), Lexikon 92C (1976), Lexikon 93 (1978) и Lexikon 94 (1978) въвеждат голяма новост за Оливети, вече присъстваща в ПМ на IBM – печат чрез сменяемо топче, като някои от моделите имат и коригиращо устройство. Оливети използва топчето за печат и в преносимите Lexikon 82 (1975) и Lexikon 83DL (1976), но впоследствие предпочита печат със сменяемо устройство тип „маргаритка“.
Lettera 36 и 38 от 1970 г. са първите преносими електрически ПМ, предназначени за все по-взискателен и развиващ се пазар. Допълнителна иновация представлява преносимата Lexikon 82 от 1975 г., чийто дизайнер е Марио Белини и която е част от постоянната колекция на MoMA в Ню Йорк, с нейната бърза смяна на касетката с лента и заменяемост на знака благодарение на използването на „топчето“ за печат вместо чукчетата.
| Наименование                                            | Снимка       | Пускане в продажба | Вид машина                                                                            | Проектант     | Дизайнер                                                     | Цвят                                                         | Забел. |
| ------------------------------------------------------- | ------------ | ------------------ | ------------------------------------------------------------------------------------- | ------------- | ------------------------------------------------------------ | ------------------------------------------------------------ | --- |
| Lexikon 80 E                                            |              | 1950               | Стандартна                                                                            | Джузепе Бечо  | Марчело Ницоли                                               | бежов (1-ви варианти), светлосин                             | Първа електрическа ПМ на Оливети. |
| Olivetti 84                                             |              | 1961               | Стандартна                                                                            |               | Джовани Пинтори Марчело Ницоли                               | светлосин със сребрист клавиатурен капак                     | Механичен дериват на Lexicon 80 E, но с кутия с 4-странно издялани ъгли – дизайнт, вдъхновен от Diaspron 82. Най-тежката ПМ на Оливети (28 кг).                                                              |
| Olivetti Forum                                          |              | 1961               | Стандартна                                                                            |               | Джовани Пинтори                                              | сив-светлосин                                                | Произв. в американската фабрика Olivetti-Underwood. Естетически еднаква с Raphael, но с някои модификации.                                                                                                   |
| Olivetti Raphael                                        |              | 1961               | Стандартна с диференцирано изписване                                                  |               | Джовани Пинтори                                              | сив-светлосин                                                | Произв. в американската фабрика Olivetti-Underwood. Естетически еднаква с Forum, но с някои модификации. |
| Olivetti Tekne 3                                        |              | 1964               | Стандартна                                                                            | Риналдо Салто | Еторе Зотзас Ханс фон Клир]                                  | средносив със сребристи страни                               | С напълно нова механика спрямо предходните модели |
| Olivetti Tekne 4                                        |              | 1965               | Стандартна                                                                            | Риналдо Салто | Еторе Зотзас Ханс фон Клир                                   | тъмносив със сребристи страни                                | Почти еднаква с Tekne 3, но с малки технически модификации. |
| Olivetti Praxis 48                                      |              | 1964 или 1965      | Полустандартна                                                                        | Риналдо Салто | Еторе Зотзас Ханс фон Клир                                   | светлосив, сив                                               | Уникална поради някои свои характеристики, напр. пластмасовата ѝ кутия. |
| Olivetti Editor                                         |              | 1965               | Стандартна с диференцирано изписване                                                  | Риналдо Салто | Еторе Зотзас Ханс фон Клир                                   | керемиденочервен със сребристи страни                        | Механичен дериват на Tekne 3, но с някои модификации |
| Olivetti Editor 2                                       |              | 1968               | Стандартна                                                                            |               | Джордж Нелсън Джон Звеция                                    | черен с бежов рул                                            | Предимно за американския пазар, произведена от Olivetti-Underwood. |
| Olivetti Editor 5                                       |              | 1968               | Стандартна с диференцирано изписване                                                  |               | Еторе Зотзас Ханс фон Клир                                   | винен, светлосив, кафяв със сребристи страни                 | Механична еволюция на модела Editor. |
| Olivetti Editor 4 Варианти: - Editor 4 C                |              | 1969               | Стандартна                                                                            |               | Еторе Зотзас Ханс фон Клир                                   | средносив, кафяв, черен, бял, син със сребристи страни       | Два варианта с различни ленти. Механична еволюция на модела Editor. |
| Olivetti Lettera 36 Вариант: - Lettera 36 C             | Lettera 36 C | 1970               | Преносима                                                                             |               | Еторе Зотзас Ханс фон Клир                                   | сребрист или светлосив с черен капак                         | Първа преносима ПМ на Оливети. Механичен дериват на Lettera 32. |
| Olivetti Editor 3 Варианти: - Editor 3 C                |              | 1970               | Стандартна                                                                            |               | Еторе Зотзас Ханс фон Клир                                   | светлосив, черен със сребърни страни                         | Оригинално отваряне на кутията със съответното активиране на устройството за изключване на машината, дело на Walter Albrile. Икономичен модел. Механичен дериват на Editor 2, a по дизайн – на Editor 4 и 5. |
| Olivetti Lexikon 82 Варианти: - Lexikon 83 DL (от 1976) |              | 1974               | Преносима                                                                             |               | Антонио Маки Касия Марио Белини Джовани Пазини Сандро Паскуи | бежов с тъмнобежова основа - черен                           | Първа преносима електрическа ПМ в света, оборудвана с елемент за писане с „топче“. Произведена в Глазгоу. Изложена в MoMA в Ню Йорк.                                                                         |
| Olivetti Lexikon 90 Варианти: - Lexikon 90 C            | Lexicon 90 C | 1975               | Стандартна със сменяем елемент за писане с „топче“ и с инструмент за корекция (90 C). |               | Еторе Зотзас Албер Льоклер                                   | тъмнозелен или светлосив със сребристи и светлокафяви страни | Първата професионална ПМ на Оливети, оборудвана с елемент за писане с „топче“. |
| Olivetti Lexikon 92 C                                   |              | 1976               | Стандартна със сменяем елемент за писане с „топче“ и с инструмент за корекция         |               | Еторе Зотзас Албер Льоклер                                   | тъмнозелен със сребристи и светлокафяви страни               | Оборудван с две стъпки за писане: 1/10 ”и пропорционална. |
| Olivetti Lexikon 93 и 93 C                              |              | 1978               | Стандартна със сменяем елемент за писане с „топче“ и с инструмент за корекция (93 C). |               | Еторе Зотзас Албер Льоклер                                   | светлосив със сребристи страни                               | Lexikon 93 е произведена в малко бройки |
| Olivetti Lexikon 94 C                                   |              | 1978               | Стандартна със сменяем елемент за писане с „топче“ и с инструмент за корекция         |               | Еторе Зотзас Албер Льоклер                                   | светлосив със сребристи страни                               | Най-пълният модел от серията Lexikon, с 4 стъпки за писане: 1/9”, 1/12”, 1/18” и пропорционална. |
| Olivetti Lettera 38                                     |              | 1978               | Преносима                                                                             |               |                                                              | сив с черен капак                                            | |
| Olivetti Editor 7                                       |              | 1980               | Стандартна с инструмент за корекция                                                   |               | Еторе Зотзас Ханс фон Клир                                   | средносив със сиви страни                                    | Механичен дериват на Editor 4 с някои модификации |

#### Електронни ПМ
За кратко време електронните ПМ водят до упадъка на електромеханичните ПМ. През 1972 г. Оливети решава да разработи продукт, подобен на IBM MT/ST (модел на ПМ Selectric от 1964 г.). ПМ на Оливети Editor 4 е свързана към магнитна памет, използвайки централния блок на настолния компютър Programma 101. Така се ражда Editor S14 – първата система за писане на Оливети.
На международния пазар търсенето на текстообработващи процесори се увеличава и Оливети се фокусира върху създаването на специализирана система, която да не е просто извлечена от ПМ. През 1976 г. пуска TES 501 – елегантна и иновативна система, благоприятно приета на пазара.
През 1978 г. Оливети пуска ET101 – първата електронна ПМ в света, с което прави технологична и търговска промяна на пазара за механично писане. През 1979 г. излиза първата система за писане на Оливети с видео страница: TES 621.
През 1980 г. излизат първите преносими електронни ПМ – Praxis 30 и 35; дизайнер на последната е Марио Белини и тя е отличена с престижната италианската награда за дизайн Compasso d'Oro (1981).
През 1981 г. новосформираната американска компания Syntrex разработва серията ETS 1000 – система за писане, която използва Микропроцесора Intel 8080. Оливети решава да участва с 30% в нея и придобива правото да предлага продукта в Европа. Тя го адаптира към условията (клавиатура, език и др.) на различните пазари и свързва централното устройство и видеото към една от електронните ПМ на Оливети. Постепенно Оливети започва да планира развитието на продуктите: през 1983 г. е представена новата серия ETS 2000, базирана на микропроцесора Intel 80186, чиито продукти се използват главно за проекти за автоматизация на офиса с определен обхват.
Въпреки това периодът на електронното писане е краткотраен и отстъпва място на персоналния компютър. Малко по малко преносимите електронни ПМ са изтласкани от пазара, въпреки че някои модели като ETP 55 от 1987 г. имат успех и се открояват с иновативната елегантност на дизайна на Марио Белини и Алесандро Киарато.
| Наименование                    | Снимка | Пускане в продажба | Вид машина                                     | Проектант                                           | Дизайнер                       | Цвят         | Забележки |
| ------------------------------- | ------ | ------------------ | ---------------------------------------------- | --------------------------------------------------- | ------------------------------ | ------------ | --- |
| Olivetti Editor S14             |        | 1972               |                                                |                                                     |                                |              | Word processor Editor 4 с CPU P101. Първа система за писане на Оливети.                                        |
| Olivetti Editor S24             |        | 1974               |                                                |                                                     |                                |              | Базирана на технологията на S14                                                                                |
| Olivetti TES 501                |        | 1976               | Професионална                                  |                                                     |                                |              | Добре приета, елегантна и иновативна                                                                           |
| Olivetti TES 401                |        | 1978               | Професионална                                  |                                                     | Марио Белини                   |              | С маргаритка и дисплей, CPU Intel 8080 и флопи-диск 16 KB                                                      |
| Olivetti ET 101                 |        | 1978               |                                                | Филипо Демонте Джанфранко Фаджан Джанлуиджи Понцано | Марио Белини                   |              | Първа електронна ПМ в света                                                                                    |
| Olivetti TES 621                |        | 1979               |                                                |                                                     |                                |              | 1-вата система за писане на Оливети с видео-страница. С голяма памет на флопи диск; малък търговски успех      |
| Olivetti ET 201                 |        | 1979               | Професионална                                  | Филипо Демонте Джанлуиджи Понцано                   | Марио Белини                   |              | Еволюция на Olivetti ET 101, с малък дисплей и с по-голяма памет                                               |
| Olivetti ET 221                 |        | 1979               | Професионална                                  |                                                     |                                |              | Еволюция на Olivetti ET 101, с малък дисплей и с по-голяма памет                                               |
| Olivetti TES 601                |        | 1980               |                                                |                                                     |                                |              | По-икономичен от TES 621, но подобрен модел; с малък търговски успех.                                          |
| Olivetti ET 110                 |        | 1980               |                                                |                                                     | Марио Белини                   | черен, кафяв | |
| Olivetti ET 121                 |        | 1980               | Професионална                                  | Филипо Демонте Джанлуиджи Понцано                   | Марио Белини                   |              | Еволюция на Olivetti ET 201                                                                                    |
| Olivetti ET 231                 |        | 1980               | Професионална                                  |                                                     |                                |              | |
| Olivetti Praxis 35              |        | 1980               | Преносима                                      |                                                     | Марио Белини Сандро Паскуи     |              | Първата преносима електронна ПМ в света. Произв. в Сингапур. Награда Compasso d'Oro (Италия, 1981)             |
| Olivetti Praxis 30              |        | 1980               | Преносима                                      |                                                     |                                |              | Произведена в Сингапур                                                                                         |
| Olivetti ET 351                 |        | 1980               |                                                | Филипо Демонте Джанлуиджи Понцано                   | Марио Белини                   | черен        | На средата между ПМ и система за писане. Нова версия през 1981                                                 |
| Olivetti ETS 1010               |        | 1981               | Професионална                                  |                                                     |                                |              | Intel 8080, собствена OS на базата на Unix; може да се свързва към електронна ПМ или към клавиатура и принтер. |
| Olivetti Praxis 40              |        | 1981               | Преносима                                      |                                                     |                                |              | |
| Olivetti Praxis 41              |        | 1982               | Преносима                                      |                                                     |                                |              | |
| Olivetti Praxis 45D             |        | 1982               | Преносима                                      |                                                     |                                |              | |
| Olivetti ET 225                 |        | 1982               | Професионална                                  |                                                     |                                |              | |
| OLivetti ETS 2040               |        | 1983               | Професионална                                  |                                                     |                                |              | Intel 80186. За автоматизация на секретарски офиси с определен размер.                                         |
| Olivetti Praxis 20              |        | 1983               | Преносима                                      |                                                     | Марио Белини                   |              | |
| Olivetti ET 111                 |        | 1983               |                                                |                                                     | Марио Белини                   |              | С дисплей и маргаритка, и с по-голяма памет                                                                    |
| Olivetti ET 115                 |        | 1983               |                                                |                                                     |                                |              | С по-голяма памет                                                                                              |
| Olivetti ETP 50                 |        | 1984               | Преносима                                      |                                                     | Марио Белини                   |              | |
| Olivetti ET 112                 |        | 1985               | Професионална                                  |                                                     |                                |              | По-бърза и по-тиха                                                                                             |
| Olivetti ET 116                 |        | 1985               | Професионална                                  |                                                     |                                |              | По-бърза и по-тиха.                                                                                            |
| Olivetti ET Compact 60          |        |                    |                                                |                                                     |                                |              | |
| Olivetti ET 109                 |        | 1986               |                                                |                                                     |                                |              | |
| Olivetti ET Compact 70          |        | 1986               |                                                |                                                     |                                |              | |
| Olivetti ETP 55                 |        | 1987               | Преносима                                      |                                                     | Алесандро Киарато Марио Белини |              | Изложени в MoMA в Ню Йорк. Иновативен дизайн.                                                                  |
| Olivetti Praxis 100             |        | 1988               | Преносима                                      |                                                     | Алесандро Киарато Марио Белини | син, сив     | |
| Olivetti ET Compact 65          |        | 1988               |                                                |                                                     |                                |              | |
| Olivetti ET Compact 66          |        | 1988               |                                                |                                                     |                                |              | |
| Olivetti ET 2200                |        | 1988               | Професионална                                  |                                                     | Марио Белини                   |              | |
| Olivetti ET 2300                |        | 1988               | Професионална                                  |                                                     | Марио Белини                   |              | |
| Olivetti ET 2400                |        | 1988               | Професионална                                  |                                                     | Марио Белини                   |              | Първата електронна ПМ, която трие написания току-що текст                                                      |
| Olivetti ET 2500                |        | 1988               | Професионална                                  |                                                     | Марио Белини                   |              | |
| Olivetti ETP 56                 |        | 1989               | Преносима                                      |                                                     | Марио Белини Алесандро Киарато |              | |
| Olivetti PT 505                 |        | 1989               |                                                |                                                     |                                |              | |
| Olivetti Praxis 200             |        | 1990               | Преносима                                      |                                                     |                                |              | |
| Olivetti ETP 510 / ETP 510 plus |        | 199X               |                                                |                                                     |                                |              | |
| Olivetti ETP 540                |        | 1991               |                                                |                                                     |                                |              | |
| Olivetti ET 2450                |        | 1991               |                                                |                                                     |                                |              | |
| Olivetti ET 2250/ 2250MD        |        | 1991               |                                                |                                                     |                                |              | |
| Olivetti ET 1250 / 1250MD       |        | 199X               |                                                |                                                     |                                |              | |
| Olivetti PTP 820                |        | 1992               | Преносима електронна текстообработваща система |                                                     | Марио Белини                   |              | |
| Olivetti Praxis DLX             |        |                    |                                                |                                                     | Марио Белини                   |              | |
| Olivetti ETP Special 50         |        |                    |                                                |                                                     |                                |              | |

#### Видеописане
| Наименование      | Снимка | Пускане в продажба | Дизайнер     | Цвят  | Забележки                                                                                |
| ----------------- | ------ | ------------------ | ------------ | ----- | ---------------------------------------------------------------------------------------- |
| Olivetti ETV 300  |        | 1983               |              |       | CPU Zilog Z80, видео-страница, 1 или 2 флопи диска интегрирани в елекронна пишеща машина |
| Olivetti ETV 250  |        | 1985               |              |       | по-икономичен от предходния                                                              |
| Olivetti ETV 240  |        | 1985               | Марио Белини | черен | Електронна пишеща машина с 1 флопи диск и видео-страница; по-икономичен модел от ETV 300 |
| Olivetti ETV 260  |        |                    |              |       |                                                                                          |
| Olivetti ETV 350  |        |                    |              |       |                                                                                          |
| Olivetti ETV 500  |        |                    |              |       |                                                                                          |
| Olivetti ETV 2700 |        | 1988               |              |       |                                                                                          |
| Olivetti ETV 2900 |        |                    |              |       |                                                                                          |
| Olivetti ETV 4000 |        |                    |              |       |                                                                                          |
| Olivetti CWP1     |        |                    |              |       |                                                                                          |

### Калкулатори
През 1934 г. е основано Оливети анонимно дружество за машини за аритметични операции (Olivetti Società Anonima Macchine per Operazioni Aritmetiche), благодарение на което стартират първите дейности по проучване и проектиране с цел създаване на изчислителни машини. В тази дейност се отличават Натале Капеларо и Марчело Ницоли.
През 1940 г. Оливети пуска на пазара първия си модел механичен калкулатор Summa MC4, последван скоро от моделите Multisumma MC4 (1941), Simplisumma MC3 (1942) и Velosumma MC3 (1942). Тези 4 модела са доста търсени и трудни за намиране от колекционерите.
Пазарът на механичните изчисления продължава и след Втората световна война с моделите от клас 14, които се радват на големи продажби и отварят вратите за изключителния успех на клас 24.
През 1952 г. производството на изчислителни и счетоводни машини надхвърля 45 700 екземпляра, от които повече от половината се изнасят. На световния пазар Оливети е технологичен лидер в изчислителните машини. Позицията на пазара е допълнително засилена през 1956 г., когато излизат два нови модела: суперавтоматичните калкулатори Divisumma 24 и Tetractys в състояние да извършват и четирите аритметични операции. И двете са оборудвани с механична памет и се различават само по наличието на единичен суматор в първия и на два във втория. Tetractys е по-бърз, но успехът на Оливети на пазара е свързан главно с Divisumma 24, който става отправна точка за механичните изчисления в света.
В средата на 60-те г. Оливети представя на пазара нови модели сметачни машини като Summa Prima 20, Summa Quanta, Elettrosumma 20 и 22, Multisumma 20, 22 и 24, и др. Logos 27 – 2 от 1967 г. е супер-автоматичен механичен калкулатор, истинско бижу на фината механика. Той е последният механичен калкулатор, представен на пазара, който вече е отправил поглед към електронната революция.
През 1968 г. Оливети пуска на пазара първия си електронен калкулатор – Logos 328, от който до ден днешен са оцелели само няколко екземпляра, които са доста търсени от колекционерите. Той е зает директно от електрониката на Programma 101 – настолният компютър на Пиер Джорджо Перото, който се превръща в култов обект за феновете на историята на компютрите и историята на електрониката. Цената на калкулатора е висока.
През 1970 г. излиза първият електронен калкулатор на Оливети, позволяващ на дружеството да навлезе по-ефективно в сектора на електронните калкулатори. Той е мощен, компактен и лесен за използване инструмент за изчисление и веднага взима италианската награда да дизайн Compasso d'oro. Logos 270, както почти всички следващи модели, е пишещ калкулатор, т.к. е предназначен предимно за професионалния пазар.
През 1973 г. излизат Divisumma 18 и 28, и Logos 50/60 – три дизайнерски шедьовъра, дело на Марио Белини, част от колекцията на MoMA в Ню Йорк, където са и механичните калкулатори Divisumma 24 и Summa 19. И трите са с нестандартен дизайн. Първите два са от специален материал, който ги прави меки на допир, и са с малък размер; третият има форма, вдъхновена от тази на писалище, целяща по-голяма опростеност и по-удобно използване.
Между 1976 и 1977 г. Оливети пуска на пазара 11 нови модела електронни изчислителни машини (вкл. Logos 80 на Марио Белини, също в колекциите на MoMA) и се утвърждава като най-големият производител на електронни пишещи калкулатори. Моделите се стараят да отговорят на различни изискваня: Divisumma 32 и 33 са предназначени за опростени и практични изчисления, Logos 40а и 42а – за професионални изчисления, а Logos 75B и 75S – за административни и научни изчисления.
В средата на 1990-те г. излиза нова серия изчислителни машини – Silent Dry. Моделите ѝ се характеризират с технология за печатане със „суха мастилена струя" и абсолютна тишина при употреба. Тук влизат Divisumma 232 Pd, Logos 262 Pd и Logos 264 Pd, които позволяват да се извършват много сложни изчисления и имат дисплей в състояние да показва до 14 цифри.
Оливети все още присъства с различни модели на пазара на електронните изчисления. Много от моделите са създадени от световноизвестни дизайнери и художници, като напр. ел. калкулатор Gioconda, проектиран през 2001 г. от Микеле Де Луки, автор на някои от най-известните продукти на Оливети от 1980-те и 1990-те г.
Към 2020 г. на уеб страницата на Оливети са изложени електронни калкулатори от две серии:
- Линия професионални калкулатори Olivetti ECO FRIENDLY, която не съдържа вредни за здравето вещества и е изработена от рециклирана пластмаса, която може да бъде рециклирана няколко пъти.
- Линия Summa 4, която съдържа полупрофесионални настолни ел. калкулатори.

| Наименование                         | Снимка                                 | Пускане в продажба | Изтегляне от продажба | Проектант       | Дизайнер                        | Забележки |
| ------------------------------------ | -------------------------------------- | ------------------ | --------------------- | --------------- | ------------------------------- | --- |
| Summa MC4                            |                                        | 1940               |                       | Рикардо Леви    | Марчело Ницоли                  | Електромеханичен: събиране и изваждане |
| Multisumma MC 4M                     |                                        | 1941               |                       | Рикардо Леви    | Марчело Ницоли                  | Електромеханичен, пишещ: събиране, изваждане и умножение |
| Simplisumma MC3                      |                                        | 1942               |                       | Рикардо Леви    | Марчело Ницоли                  | Ръчна манивела. Събиране и изваждане, без отрицателни резултати |
| Velosumma MC3                        |                                        | 1942               |                       | Рикардо Леви    | Марчело Ницоли                  | Ръчна манивела |
| Elettrosumma MC14                    |                                        | 1946               |                       | Натале Капеларо | Марчело Ницоли                  | Електромеханичен: събиране и изваждане |
| Multisumma 14                        |                                        | 1947               |                       | Натале Капеларо | Марчело Ницоли                  | Електромеханичен: събиране, изваждане и умножение. |
| Divisumma 14                         |                                        | 1948               |                       | Натале Капеларо | Марчело Ницоли                  | Електромеханичен. Първият пишещ ел. калкулатор в света в състояние да извършва и 4-те операции и да принтира. Изложена в MoMA в Ню Йорк.                                        |
| Summa 15                             |                                        | 1949               |                       | Натале Капеларо | Марчело Ницоли и Джузепе Бечо   | С ръчна манивела. Замества Simplisumma MC 3. С предимство да извършва директно изваждане.                                                                                       |
| MC-24                                | Olivetti Divisumma GT 24               | 1956               | В нач. на 1970-те     | Натале Капеларо | Марчело Ницоли                  | Серията включва Divisumma 24, Tetractys, Multisumma 24 и Elettrosumma 24. |
| Tetractys                            |                                        | 1956               |                       | Натале Капеларо | Марчело Ницоли                  | Един от най-известните продукти на Оливети. Суперавтоматичен, пишещ, електронен. С два суматора и памет за по-сложни изчисления.                                                |
| Divisumma 24                         |                                        | 1956               |                       | Натале Капеларо | Марчело Ницоли                  | С изключителен търговски успех в световен мащаб. Изложена в MoMA в Ню Йорк. напълно нова в своята настройка, съставена от сложен набор от кинематика, има и памет за умножение. |
| Elettrosumma 22                      |                                        | 1957               |                       | Натале Капеларо | Марчело Ницоли                  | Електромеханичен: събиране и изваждане |
| Multisumma 22                        |                                        | 1958               |                       | Натале Капеларо | Марчело Ницоли                  | Електромеханичен: събиране, изваждане и умножение |
| Summa Prima 20 Summa Quanta 20       | Olivetti Summa Prima                   | 1960               |                       | Натале Капеларо | Марчело Ницоли                  | Ръчен Summa Prima, електронен Summa Quanta. С пластмасова обвивка |
| Elettrosumma 20                      |                                        | 1963               |                       |                 |                                 | |
| Logos 27                             | Logos 27 – 2 с два суматора и Summa 19 | 1965               |                       | Терезио Гасино  | Еторе Зотзас                    | |
| Elettrosumma 23                      |                                        | 1966               |                       | Терезио Гасино  | Еторе Зотзас                    | |
| Divisumma 26 Divisumma 26 GT         |                                        | 1967               |                       | Терезио Гасино  | Еторе Зотзас                    | |
| Logos 328                            |                                        | 1968               |                       |                 | Марио Белини                    | Първи ел. калкулатор; реално вид P101 без програма |
| Summa 19                             |                                        | 1969               |                       |                 | Еторе Зотзас и Ханс фон Клир    | Електромеханичен. Иновативен дизайн. Награда „Compasso d'Oro“ (Италия, 1970). Умерен комерсиален успех.                                                                         |
| Logos 250                            |                                        | 1970               |                       |                 | Марио Белини                    | Настолен, пишещ, електронен |
| Logos 270                            |                                        | 1970               |                       |                 | Марио Белини Сандро Паскуи      | Настолен, пишещ, електронен. Награда Compasso d'oro (Италия) за 1970 г. |
| Logos 50/68, Logos 55/56/58/59/60/68 |                                        | 1972 – 1973        |                       |                 | Марио Белини                    | Преоткриване на наклонената повърхност, изобретяване на хоризонталния формат: предлага нова триангулация за ръката и окото на потребителя.Logos 50/60 в MoMA Ню Йорк.           |
| Logos 55                             |                                        | 1973               |                       |                 | Марио Белини                    | Настолен, пишещ, електронен |
| Logos 58                             |                                        | 1973               |                       |                 | Марио Белини                    | Настолен, пишещ, електронен |
| Logos 59                             |                                        | 1973               |                       |                 | Марио Белини                    | Настолен, пишещ, електронен |
| Divisumma 18                         |                                        | 1973               |                       |                 | Марио Белини                    | Преносим, електронен, с акумулаторна батерия. В MoMA в Ню Йорк. |
| Divisumma 28                         |                                        | 1973               |                       |                 | Марио Белини                    | Настолен, пишещ, електронен |
| Logos 240                            | Olivetti Logos 240                     | 1973               |                       |                 | Марио Белини                    | Настолен, електронен |
| Divisumma 33                         |                                        | 1976               |                       |                 | Марио Белини                    | Настолен, печатащ |
| Logos 41PD                           |                                        | 1977               |                       |                 | Марио Белини                    | Настолен, електронен, с дисплей |
| Logos 7PD                            |                                        | 1977               |                       |                 | Марио Белини                    | Преносим, печатащ, електронен, с дисплей |
| Logos 3                              |                                        | 1978               |                       |                 | Марио Белини                    | Преносим, печатащ, електронен, с дисплей |
| Logos 80                             |                                        | 1978               |                       |                 | Марио Белини                    | Настолен, електронен. Изложен в MoMA в Ню Йорк |
| Logos 9                              |                                        | 1980               |                       |                 | Марио Белини Антонио Маки Касия | Джобен, печатащ, електронен, с дисплей |
| EC 121PD/122PD                       |                                        | 1982               |                       |                 | Марио Белини                    | Настолен, печатащ, електронен, с дисплей |
| Divisumma 31                         |                                        | 1984               |                       |                 | Марио Белини                    | Настолен, печатащ, електронен, с дисплей |
| Logos 584                            |                                        | 1999               |                       |                 | Марио Белини                    | Настолен, печатащ, електронен, с дисплей |
| Silent Dry                           |                                        | сред. на 1990-те   |                       |                 |                                 | Серията вкл. електронните Divisumma 232 Pd, Logos 262 Pd и Logos 264 Pd |
| Divisumma 12                         |                                        | 1999               |                       |                 | Микеле Де Луки Сезгин Аксу      | |
| Gioconda                             |                                        | 2001               |                       |                 | Микеле Де Луки Сезгин Аксу      | Електронен |
| Logos 86A                            |                                        |                    |                       |                 |                                 | |
| Logos 20/30/40/50                    |                                        | 2002               |                       |                 | Микеле Де Луки Сезгин Аксу      | |
| Summa 60                             |                                        | 2006               |                       |                 |                                 | електронен, със слънчева батерия |
| Summa 301                            |                                        |                    |                       |                 |                                 | полупрофесионален, принтиращ |
| Summa 302                            |                                        |                    |                       |                 |                                 | полупрофесионален, принтиращ |
| Summa 303                            |                                        |                    |                       |                 |                                 | полупрофесионален, принтиращ |
| Logos 902                            |                                        |                    |                       |                 |                                 | професионален, принтиращ |
| Logos 904T                           |                                        | 2010               |                       |                 |                                 | професионален, принтиращ |
| Logos 912                            |                                        | 2010               |                       |                 |                                 | професионален, принтиращ |
| Logos 914T                           |                                        | 2010               |                       |                 |                                 | професионален, принтиращ |

### Компютри
С напредъка на микроелектрониката мечтата за компютъра става реалност. Оливети прави първа важна стъпка през 1965 г. с P101 – програмируем компютър с магнитни карти, побиращ се на бюро. Излезлите впоследствие микрокомпютри P6060 (1976) и P6040 (1977) обаче не са в състояние да се конкурират с новите компютри за масовия пазар на Епъл и Комодор, така че Оливети решава да развие напълно нов проект.
През 1982 г. е представен първият персонален компютър на Оливети и първият европейски професионален персонален компютър – М20. Операционната система PICOS и 16-битовият микропроцесор Z8001, предоставени от Zilog, са отлични характеристики, но машината не отговаря на стандартите (Интел и Майкрософт). За да отстрани това, M20 се предлага с емулатори и съпроцесор за MS-DOS. M20 е добре приет и поради красивия си дизайн, но въпреки това годишните продажби остават от порядъка на няколко десетки хиляди бройки.
През март 1984 г. на Панаира в Хановер е представен моделът M24, съвместим с IBM и с подобрени параметри. В продължение на 3 г. той има голям успех, особено в САЩ благодарение на сключеното през април споразумение с американския гигант Ей Ти енд Ти за обмен на продукти.
През 1986 г. Оливети произвежда и продава почти половин милион компютри на световния пазар, 220 хил. от които в Европа и почти толкова в САЩ. Компанията става третият по големина производител в света и първият в Европа. В завода в село Скарманьо, Северна Италия се произвеждат компютри като PC 6300 (подобен на М24), комерсиализиран в САЩ с марката на Ей Ти енд Ти.
Оливети пуска на пазара нови модели, които обаче не могат да повторят успеха на М24 поради силната конкуренция и от страна на нови производители като Компак (1982) и Дел (1984), и поради отслабването на сътрудничеството с Ей Ти енд Ти. Най-голямото затруднение произтича от прогресивното изместване на добавената стойност на компютъра (и маржовете на рентабилност) нагоре към доставчиците на стратегически компоненти (Майкрософт и Интел) и надолу по веригата към дистрибуторската мрежа. Към това през 90-те г. се добавя и известна банализация на проектирането и производството, което благоприятства производителите с ниски разходи от Далечния Изток.
До 1997 г. Оливети продължава да функционира в сферата на персоналните компютри, разработвайки редица модели с високо качество и дизайн. Проблемите с печалбата обаче я карат да се откаже от този бизнес, а от 1997 г. в продължение на доста години поддържа търговско присъствие в този сектора, разчитайки на продуктите на трети страни.
През 2010 г. Оливети се завръща в сферата на персоналните компютри с разработката на нов род преносими компютри и нетбуци (Olipad), които, използвайки дизайна, иновациите и партньорството с Майкрософт и Интел, целят да се превърнат в канал за широк спектър от продукти, софтуерни и сервизни решения. С тази си нова стратегия компанията се опитва да се завърне във важен за нея бизнес, но след няколко години тя отново трябва да се откаже от компютърния сектор.
| Наименование | Снимка          | Година                 | Вид                                        | Процесор                                                                                             | Проектант                                         | Дизайн на                                       | RAM                                                 | ROM                         | Цвят                           | Забележки |
| --- | --------------- | ---------------------- | ------------------------------------------ | --- | ------------------------------------------------- | ----------------------------------------------- | --------------------------------------------------- | --------------------------- | ------------------------------ | --- |
| Olivetti Elea (серия) |                 | 1957                   | Мейнфрейм                                  | Транзисторен                                                                                         | Марио Джу и др.                                   | Еторе Зотзас                                    |                                                     |                             |                                | Изцяло от транзистори. Elea 9003 (на снимката) е 1-вият модел на пазара. Награда „Compasso d'oro“ за Elea 9003 (9002).                                                                                         |
| Olivetti P101 (Programma 101) |                 | 1964                   | Персонален компютър                        | Транзисторен                                                                                         | Пиер Джорджо Перото                               | Марио Белини                                    |                                                     |                             |                                | 1-ви персонален компютър. Изложен в MoMA в Ню Йорк. Награда Compasso d'oro (Италия) |
| Olivetti P102 (Programma 102) |                 |                        | Персонален компютър                        | | Пиер Джорджо Перото                               |                                                 |                                                     |                             |                                | Вариант на P101 със серийна връзка |
| Olivetti P203 |                 | 1967                   | Персонален микрокомпютър                   | Транзисторен                                                                                         | Пиер Джорджо Перото                               | Марио Белини                                    | Магнитостриктивна линия на забавяне (1920 bit)      |                             | бял                            | P101 с Tekne 3 и впоследствие с Editor 4. За комерсиални приложения; принтер за фактури на работното място; набор от 16 инструкции. В MoMA в Ню Йорк. НаOlivetti Underwood                                     |
| Olivetti P602 |                 | 1971                   | Микрокомпютър                              | с интегрални схеми                                                                                   |                                                   |                                                 |                                                     |                             |                                | За научно-технически приложения. Замества P101 |
| Olivetti P603 |                 | 1972?                  | Микрокомпютър                              | с интегрални схеми                                                                                   |                                                   |                                                 | Магнитостриктивна линия на забавяне                 |                             |                                | P602 с Editor 4. За търговски приложения |
| Olivetti P652 |                 | 1973                   | Микрокомпютър                              | | Пиер Джорджо Перото                               | Марио Белини                                    | Магнитостриктивна линия на забавяне (1920 bit)      |                             | бял                            | Модулна система за обработка на научно-технически данни; изп. логиката на P101; набор от 16 „инструкции“ |
| Olivetti P6060 |                 | 1976                   | Персонален компютър                        | стандартни интегрални схеми                                                                          | Пиер Джорджо Перото                               | Еторе Зотзас Джордж Соудън                      | 32 kbyte                                            | 48 kbyte                    | светлокафяв                    | За научно- технически приложения и за комплексни управленчески приложения. OS BASIC |
| Olivetti P6040 |                 | 1977                   | Персонален миникомпютър                    | Intel 8080                                                                                           | Пиер Джорджо Перото                               | Марио Белини                                    | 2 KB разширяема до 4 KB                             | 16 KB                       | светлокафяв                    | Пръв компютър на Оливети с микропроцесор. В 3 варианта. За научно-технически приложения. OS Mini BASIC |
| Olivetti P6066 |                 | 1980                   | Персонален компютър                        | стандартни интегрални схеми                                                                          | Пиер Джорджо Перото                               |                                                 |                                                     |                             | бял                            | Замества P6060 |
| Olivetti L1 |                 | 1978                   | Персонален компютър                        | Zilog Z8001 4 MHz                                                                                    |                                                   |                                                 |                                                     |                             |                                | |
| Olivetti M20 |                 | 1982                   | Персонален компютър                        | Zilog Z8001 4 MHz                                                                                    | Енрико Пезатори, Енцо Торези и проектантска група | Еторе Зотзас Антонио Маки Касия Джордж Соудън   | 128 KB разширяема до 512 KB                         | 8 KB                        | светлобежов                    | Първият компютър, произведен от Оливети, и първият професионален компютър, проектиран и конструиран от европейска компания. Със собствена OS: PCOS. Търговски неуспех, т.к. не съответства на стандарта MS-DOS |
| Olivetti M10 Варианти: - с 300 baud интегриран MoDem (и американска клавиатура) - без MoDem                                         |                 | 1983                   | Преносим компютър                          | Intel 80C85 CMOS 3 Mhz                                                                               |                                                   | Антонио Маки Касия Пери А. Кинг                 | 8k разширяема до 32k                                | вътрешна + 32k допълнителна | тъмносив                       | Пръв преносим компютър на Оливети. Развит от Kyocera и произведен с марките Kiotronic Kc-85, Tandy Trs-80, NEC PC-8201 и Olivetti M10. Награда SMAU Industrial design за 1983 г.                               |
| Olivetti M30 |                 | 1983                   | Миникомпютър                               | Zilog Z8001                                                                                          |                                                   |                                                 |                                                     |                             |                                | Серия L1. OS COSMOS IV (MOS) |
| Olivetti M40 |                 | 1983                   | Миникомпютър                               | Zilog Z8001                                                                                          |                                                   |                                                 |                                                     |                             |                                | Серия L1. OS COSMOS IV (MOS) |
| Olivetti M44 |                 | 1983                   | Миникомпютър                               | Zilog Z8001                                                                                          |                                                   |                                                 |                                                     |                             |                                | Серия L1 |
| Olivetti M60 |                 | 1984                   | Миникомпютър                               | Zilog Z8001                                                                                          |                                                   |                                                 |                                                     |                             |                                | Серия L1. OS COSMOS IV (MOS) |
| Olivetti M24 |                 | 1984                   | Персонален компютър                        | Intel 8086 (16 bit) 4 Mhz – по желание 2-ри съпроцесор 8087                                          | Луиджи Меркурио Сандро Грачоти                    | Еторе Зотзас                                    | 128 KB разширяема до 640 KB                         | 16 KB                       | сив, черен                     | Пръв компютър на Оливети съвместим с MS-DOS. Голям търговски успех. В САЩ е PC 6300 с марката AT&T. |
| Olivetti M21 |                 | 1984                   | Преносим персонален компютър               | Intel 8086 (16 bit) 4 Mhz – по желание 2-ри съпроцесор 8087                                          |                                                   |                                                 | 128 KB разширяема a 640 KB                          | 16 KB                       | антрацит                       | Преносима версия на M24 с интегриран монитор. Пръв и единствен преносим PC на Оливети. |
| Olivetti M19 |                 | 1986                   | Персонален компютър                        | AMD 8088 4,77MHz                                                                                     |                                                   |                                                 |                                                     |                             |                                | Икономичен модел. IBM compatible |
| Olivetti M28 |                 | 1986                   | Персонален компютър                        | Intel 80286 8MHz                                                                                     |                                                   |                                                 |                                                     |                             |                                | |
| Olivetti M70 |                 | 1986                   | Миникомпютър                               | Zilog Z8001                                                                                          |                                                   |                                                 |                                                     |                             |                                | Серия L1. OS COSMOS IV (MOS) |
| Olivetti Prodest PC 128 |                 | 1986                   | Home Computer                              | Motorola 6809E 1 MHz                                                                                 |                                                   |                                                 |                                                     |                             |                                | Това е Thomson MO6 с друга марка; 1-ви от серията Olivetti Prodest. Върви със серия игри на Infogrames |
| Olivetti M15 |                 | 1987                   | Преносим персонален компютър               | Intel 80c88 4,77MHz                                                                                  |                                                   |                                                 | 265/512 KB                                          | 16 KB                       | Светлосив                      | С подвижна клавиатура. Първият преносим персонален компютър на Оливети. |
| Olivetti Prodest PC 128s |                 | 1987                   | Home Computer                              | MOS 6512 2 MHz                                                                                       |                                                   |                                                 | 128 KB                                              | 64 KB                       |                                | 2-ри от серията Olivetti Prodest. Версия за Италия на микрокомпютъра BBC Master на Acorn Computers |
| Olivetti Prodest PC1 |                 | 1988                   | Home Computer                              | NEC V40 4.77 – 8 MHz                                                                                 |                                                   |                                                 | 512 KB                                              | 16 KB                       | бежов                          | 3-ти от серията Olivetti Prodest. IBM Compatible |
| Olivetti M200 |                 | 1988                   | Персонален компютър                        | NEC V40 8 MHz                                                                                        |                                                   |                                                 |                                                     |                             |                                | Паралелен проект на пишещата машина ETV 2700 (PC с приложен 'принтер') |
| Olivetti M240 |                 | 1988                   | Персонален компютър                        | Intel 8086 8 MHz                                                                                     |                                                   |                                                 |                                                     |                             |                                | |
| Olivetti M280 |                 | 1988                   | Персонален компютър                        | Intel 80286 12 MHz                                                                                   |                                                   |                                                 |                                                     |                             |                                | |
| Olivetti M290 |                 | 1988                   | Персонален компютър                        | Intel 80286dx 12 MHz                                                                                 |                                                   |                                                 |                                                     |                             |                                | |
| Olivetti M380 |                 | 1988                   | Персонален компютър                        | Siemens 80186?                                                                                       |                                                   |                                                 |                                                     |                             |                                | Модел 380/C |
| Olivetti M380 | 1988            | Intel 80386dx 20 MHz   | Персонален компютър                        | |                                                   |                                                 |                                                     |                             | Модел XP1 e XP5                | |
| Olivetti M380 | 1989            | Intel 80386dx 25 MHz   | Персонален компютър                        | |                                                   |                                                 |                                                     |                             | Модел XP7 (tower)              | |
| Olivetti M380 | 1990            | Intel 80386sx 33 MHz   | Персонален компютър                        | |                                                   |                                                 |                                                     |                             | Модел XP9 (tower) OS SCO Xenix | |
| Olivetti M111 |                 | 1988                   | Преносим персонален компютър               | NEC V30 10 MHz                                                                                       |                                                   | Марио Белини Брус Файфилд                       | 640KB                                               |                             |                                | OS DOS 3.30 |
| Olivetti M260s |                 | 1989                   | Персонален компютър                        | Intel 80286 12 MHz (16 bit)                                                                          |                                                   |                                                 |                                                     |                             |                                | Паралелен проект на пишеща машина ETV 4000s |
| Olivetti M290s |                 | 1989                   | Персонален компютър                        | Intel 80286 12 MHz                                                                                   |                                                   |                                                 | 1MB                                                 |                             |                                | OS MS-DOS, MS-OS/2 |
| Olivetti PCS 86 |                 | 1989                   | Персонален компютър                        | NEC V30 10 MHz                                                                                       |                                                   |                                                 |                                                     |                             |                                | |
| Olivetti PCS 286 |                 | 1989                   | Персонален компютър                        | Intel 80286 12,5 MHz                                                                                 |                                                   |                                                 |                                                     |                             |                                | |
| Olivetti M211V |                 | 1989                   | Преносим компютър                          | Intel 80286                                                                                          |                                                   |                                                 |                                                     |                             |                                | OS Windows 3.0 |
| Olivetti M250 |                 | 1989                   | Персонален компютър                        | Intel 80286 8 MHz                                                                                    |                                                   |                                                 |                                                     |                             |                                | Моделът 250-E има clock на 12 MHz. OS MS-DOS |
| Olivetti CP486 |                 | 1989                   | Персонален компютър                        | Intel 80486dx 25 MHz                                                                                 |                                                   |                                                 |                                                     |                             |                                | Tower, EISA, „Computing Platform“ |
| Olivetti P800 |                 | 1990                   | Персонален компютър                        | Intel 80486dx 25 MHz                                                                                 |                                                   |                                                 |                                                     |                             |                                | Tower. Olivetti MS-DOS 5.00, MS Windows 3.1 |
| Olivetti LSX-5010 |                 | 1990                   | Персонален компютър                        | Intel 80486dx 25 MHz                                                                                 |                                                   |                                                 |                                                     |                             |                                | Tower, EISA |
| Olivetti LSX-5020 |                 | 1990                   | Персонален компютър                        | Intel 80486dx 33 MHz                                                                                 |                                                   |                                                 |                                                     |                             |                                | Tower, EISA |
| Olivetti M480 |                 | 1990                   | Персонален компютър                        | Intel 80486sx 20 MHz                                                                                 |                                                   |                                                 |                                                     |                             |                                | Modello M480-10 (EISA) |
| Olivetti M480 |                 | Intel 80486sx 33 MHz   | Персонален компютър                        | |                                                   |                                                 |                                                     |                             | M480-20 (EISA)                 | |
| Olivetti M480 |                 | Intel 80486dx 33 MHz   | Персонален компютър                        | |                                                   |                                                 |                                                     |                             | M480-40/60 (EISA)              | |
| Olivetti M316 |                 | 1991                   | Преносим компютър                          | Intel 80386sx 16 MHz                                                                                 |                                                   |                                                 |                                                     |                             |                                | |
| Olivetti M300 |                 | 1990                   | Персонален компютър                        | Intel 80386sx 20 MHz                                                                                 |                                                   |                                                 |                                                     |                             |                                | Модел M300-04 |
| Olivetti M300 |                 | Intel 80386sx 20 MHz   | Персонален компютър                        | |                                                   |                                                 |                                                     |                             | Модел M300-10                  | |
| Olivetti M300 |                 | Intel 80486 25/50 MHz  | Персонален компютър                        | |                                                   |                                                 |                                                     |                             | Модел M300-28                  | |
| Olivetti LSX-5030 |                 | 1992                   | Персонален компютър                        | Intel 80486dx 33 MHz                                                                                 |                                                   |                                                 |                                                     |                             |                                | Tower, EISA |
| Olivetti Notebook S20 |                 | 1991                   | Преносим компютър                          | Intel 80386sx 16 MHz                                                                                 |                                                   |                                                 |                                                     |                             | тъмносив                       | Triumph Adler Walkstadtion 386SX |
| Olivetti D33 |                 | 1991                   | Преносим компютър                          | Intel 80386 33 MHz                                                                                   |                                                   |                                                 |                                                     |                             |                                | Triumph Adler Walkstation 386 |
| Olivetti Quaderno (PT-XT-20) |                 | 1992                   | Преносим персонален компютър               | NEC V30HL 16MHz                                                                                      | Уго Карена Алесандро Санталучия                   | Марио Белини Хагай Швадрон                      | 1MB (640KB + 360KB LIM разширена) до 4MB            |                             | антрацит                       | Предшественик на нетбука; 25-а награда SMAU за индустриален дизайн (Италия) (1992) и IF Auszeichnung fur gutes Design (Германия) (1993) Първият нотбук във формат A5.                                          |
| Olivetti Quaderno 33 (PT-AT-60) |                 | 1993                   | idem                                       | Intel 80386 20MHz                                                                                    |                                                   |                                                 | 4MB (разширяема с RAM card PCMCIA).                 |                             |                                | Подобрена версия на Quaderno. |
| Olivetti AG 12 Quaderno |                 | 1993                   | idem                                       | |                                                   | Микеле Де Луки                                  |                                                     |                             |                                | |
| Olivetti M6 770 Olivetti M6 6440 Olivetti M6 430 Olivetti M6 840 Olivetti M6 420/M6 440/M6 460 Версии: - Olivetti M4 - Olivetti PCS |                 | 1993                   | Професионални персонални компютри          | |                                                   | Микеле Де Луки Марио Тримарки Аугустус Де Врее  |                                                     |                             |                                | |
| Olivetti Philos 44 | Philos Color 22 | 1993                   | Преносим персонален компютър               | Intel 386SL 20 Mhz                                                                                   |                                                   | Микеле Де Луки Хагай Швадрон                    | 4 MB до 32 MB                                       |                             | антрацит                       | В две версии: цветна и черно-бяла. IF Award for good Industrial Design (Хановер), 1994 |
| Olivetti Echos P75 |                 | 1994                   | Преносим компютър                          | Intel Pentium I 75MHz Socket 5                                                                       |                                                   |                                                 | от 4 до 24 MB (обновяема)+ вграден internet към usb |                             |                                | |
| Olivetti Echos P100d |                 | 1994                   | idem                                       | Intel Pentium I 100 MHz Sockel 5                                                                     |                                                   |                                                 | от 4 до 24 MB                                       |                             |                                | |
| Olivetti Echos 44 Colour |                 | 1994                   | idem                                       | Intel i486DX2, 40 MHz или 66 MHz                                                                     |                                                   | Микеле Де Луки Аугустус Де Врее                 | от 4 до 24 MB                                       |                             | червен                         | MS Dos 6.2 и Windows 3.1 |
| Olivetti Echos 20 |                 | 1995                   | idem                                       | |                                                   | Микеле Де Луки Аугустус Де Врее                 |                                                     |                             | черен, син                     | Прототипът и 5-те чертежа на лаптопа са част от Постоянната колекция на Център „Жорж Помпиду“ в Париж (18.11.2003 – 30.10.2004)                                                                                |
| Olivetti Envision | Model P72       | 1995                   | Мултимедиен персонален компютър            | Intel Pentium I 75MHz Socket 5                                                                       |                                                   | Микеле Де Луки Фелипе Аларкао Алесандро Киарато | 8 MB                                                |                             | антрацит                       | Търг. неуспех въпреки иновативните му характеристики и интересен дизайн |
| Olivetti Modulo M4 Има 10 варианта                                                                                                  |                 | 1995                   | Персонален компютър                        | Intel 80486 sx 25 MHz                                                                                |                                                   |                                                 | 4 MB                                                |                             |                                | Модел M4-M40 Windows 3.1 и MS-DOS 6.20 |
| Olivetti Modulo M4 Има 10 варианта                                                                                                  | 1995            | Intel Pentium 75 MHz   | Персонален компютър                        | |                                                   |                                                 |                                                     |                             | Модел M4-P75                   | |
| Olivetti Modulo M4 Има 10 варианта                                                                                                  | 1996            | Intel Pentium-S 75 MHz | Персонален компютър                        | | Микеле Де Луки Фелипе Аларкао                     |                                                 |                                                     |                             | Модел M4-P75S                  | |
| Olivetti Modulo M4 Има 10 варианта                                                                                                  | 1996            | Intel Pentium 100 MHz  | Персонален компютър                        | | Микеле Де Луки Фелипе Аларкао                     |                                                 |                                                     |                             | Модел M4-P100                  | |
| Olivetti Xana |                 | 1996                   |                                            | |                                                   | Микеле Де Луки Масахико Кубо Фелипе Аларкао     |                                                     |                             |                                | |
| CED M6 950 CED M6 6200 |                 | 1996                   | Minotower компютри                         | |                                                   | Микеле Де Луки Алесандро Киарато                |                                                     |                             |                                | Еволюция на M6 от 1993 г. |
| Olivetti Echos P120 |                 | 1996                   | Преносим компютър                          | |                                                   | Микеле Де Луки                                  |                                                     |                             |                                | |
| Olivetti Echos PRO 150X, 150T, 150S                                                                                                 |                 | 1997                   | idem                                       | 150MHz Intel Pentium                                                                                 |                                                   | Микеле Де Луки Фелипе Аларкао                   | 16 MB до 128 MB                                     |                             |                                | |
| Olivetti M700-10 |                 | 1998                   | Персонален компютър                        | MIPS R4000 50 MHz                                                                                    |                                                   | Микеле Де Луки Масахико Кубо                    |                                                     |                             |                                | |
| Olivetti M5500 |                 | 1999                   | Персонален професионален компютър          | Intel Pentium III FC-PGA                                                                             |                                                   |                                                 | 64 MB DIMM SDRAM до 256 или 512 MB                  |                             |                                | Пръв продукт с Pentium III |
| Olivetti M8500 |                 | 1999                   | Персонален професионален компютър          | Intel Pentium III 500 MHz                                                                            |                                                   |                                                 |                                                     |                             |                                | DT десктоп, MT minitower |
| Olivetti M3500 |                 | 2000                   | Персонален професионален компютър          | Intel® Celeron™ – PPGA                                                                               |                                                   |                                                 | 64 MB DIMM SDRAM до 256 o 512 MB                    |                             |                                | Windows® NT 4.0 Workstation, Windows® 98 precaricati (нац. версии). |
| Olivetti M9500 |                 | 2000                   | Персонален професионален компютър          | Intel Pentium III                                                                                    |                                                   |                                                 |                                                     |                             |                                | |
| Olivetti MK500 |                 |                        | Персонален професионален компютър          | AMD Duron                                                                                            |                                                   |                                                 |                                                     |                             |                                | |
| Olivetti MK800 |                 | 2002                   | Персонален професионален компютър          | AMD Athlon                                                                                           |                                                   |                                                 |                                                     |                             |                                | |
| Olivetti PCM224W |                 | ок. 2009               | Персонален професионален компютър          | Intel® Pentium Dual core G630 или Intel® Core I3-2100 и I5-2400                                      |                                                   |                                                 | 4 GB DDR3 1066GHz (Max 16 GB)                       |                             |                                | Интегрирана комп. система: LCD екран (21,5 инча Full HD), персонален компютър с архитектура Intel Pentium Dual Core или I-Core, колонки, микрофон и уеб камера.                                                |
| Olivetti AD200K |                 | 201X                   | Настолен персонален компютър               | LGA775 Intel® Core™2 Quad / Core™2 Extreme / Core™2 Duo / Pentium® Extreme / Pentium® D / Pentium® 4 |                                                   |                                                 | до 8GB DDR2-800/667                                 |                             |                                | |
| Olivetti AD 200 M |                 | 201X                   | midi tower персонален компютър             | Socket 775, Intel Pentium D, Prescott Support за Intel Hyper-Threading                               |                                                   |                                                 | до 4 GB                                             |                             |                                | |
| Olivetti MS300 |                 | 201X                   | Настолен персонален професионален компютър | Intel® CoreTM i3-2100 CPU @ 3.10GHz                                                                  |                                                   |                                                 | 4 GB до max 8 GB                                    |                             |                                | |
| Olivetti AD 200 N |                 | 201X                   | mini tower персонален компютър             | AMD Sempron / Athlon, Intel® Celeron D, Pentium 4 e 4D                                               |                                                   |                                                 | до 4 GB                                             |                             |                                | |
| Olivetti PCM224W |                 | 201X                   | Персонален компютър                        | Intel® Pentium Dual core G630 или Intel® Core I3-2100 и I5-2400                                      |                                                   |                                                 | 4 GB DDR3 1066GHz (Max 16 GB)                       |                             |                                | Windows 7 |
| OLI in 1 |                 | 201X                   | Персонален компютър                        | Intel i3 или i5                                                                                      |                                                   |                                                 |                                                     |                             |                                | Позволява на потребителя да управлява компютъра с просто докосване на пръста. Windows 8 |
| Серия Olivetti Xana |                 |                        |                                            | |                                                   |                                                 |                                                     |                             |                                | Насочена към масовия потребител. Windows Millenium, разл. цветове на кутията. |

- Olivetti Xana 53 (120 – 166)
- Olivetti Xana 100 – дериват на М 3500
- Olivetti Xana 150
- Olivetti Xana 200 – дериват на MK 500, AMD Duron 700 MHz i 64 megabyte RAM 133 MHz.
- Olivetti Xana 210
- Olivetti Xana 300 – дериват на M 5500
- Olivetti Xana 310
- Olivetti Xana 400
- Olvetti Xana 410 (2001) – дизайн на Микеле Де Луки и Сезгин Аксу
- Olivetti Xana 420
- Olivetti Xana 510
- Olivetti Xana 600 – дериват на M 8500, с Pentium 111, за home office
- Olivetti Xana 610
- Olivetti 800 DT
- Olivetti 800 MT
- Olivetti Xana 900
- Olivetti Xana 910
- Olivetti Xana DT 166X
- Olivetti Xana MT 166X
- Olivetti Xana MT 233

### Таблети
Серията таблети на компанията се нарича Olipad и за пръв път е лансирана през 2011 г. Насочена е към бизнес потребителите.
- Olipad 100 (7 март 2011) – проектиран и произведен в Китай от Malata (модел SMB-A1002)
- OliPad Smart 70 (7 инча) (2011)
- Olipad 110 (25 август 2011) – произведен от Quanta Computer, идентичен с Medion Lifetab P9514 и почти идентичен с ViewSonic G-Tablet (който обаче има 512 MB памет)
- Olipad Graphos (2012)
- Olipad 3 (2012) – идентичен с Fujitsu Stylistic M532 (заедно с Pegarton Chagall и Siragon 4N)
- Olipad Graphos W811 (2013) – произведен от EA Excelsior с названието EA Excelsior C22
- Olipad Graphos A10 (2014)

### Нотбук и нетбук
- Olivetti 1 (1991) – линия, включваща 2 лаптопа и 3 нотбука с тегло по-малко от 3 кг, интегрирана мишка, микропроцесори Intel 286 и 386, произведени в Нюрнберг (Германия)
- Olivetti Philos (1993) – линия нотбук с дизайн на Микеле Де Луки
- Olivetti Echos (1994) – линия нотбук с дизайн на Микеле Де Луки (като напр. моделите Echos PRO от 1997 и Echos P120 от 1996), които впоследствие заместват Philos
- Olivetti Xtrema 4000 (1998) – линия нотбук „All-in-one“ с процесор Intel® Pentium® III – FC-PGA,[77] дизайн на Микеле Де Луки и Фелипе Аларкао
- Olibook (2010) – линия нотбук, вклюваща моделите S1300, S1500, S1550 и нетбука M1025, разработена съвместно с Интел и Майкорсофт, насочена към масовия потребител и професионалистите.[78]
- Olibook P series – линия нотбук, включваща моделите P15, P35, P55 e P75, насочена към професионалистите; с процесори Intel® Pentium® B950 (P15), Intel i3-2350M (P35), Intel i5-3210M (P55) и Intel i7-3610QM (P75), и графични карти Intel HD3000, NVIDIA® GeForce GT 630M и NVIDIA® VGA GT-635M.[79]
- Olibook PX5B Series – включва моделите P15B, P35B, P55B и P75B, с процесори Intel® Pentium® 3550M, Intel® CoreTM i3, Intel® CoreTM i5 и Intel® CoreTM i7 (последните 3 са съвместими с технологията Intel® Wireless Display (WiDi)), и графични карти HD Intel® 3000, HD Intel® 4600 и NVIDIA® GeForce GT 840M.[80]

### Палмари
- Olivetti Da Vinci (2000)[81]
- Olivetti XSmall (2001)[82]

### Счетоводни изчислителни машини, фактуратори и системи

#### Механични счетоводни изчислителни машини и фактуратори
През 30-те г. в Оливети се заражда идеята за интегриране на сметачна машина в пишеща машина. Така се поставя началото на производството на счетоводни машини, които пишат и позволяват изчисления във вертикална посока и две изчисления в хоризонтална посока. Първите счетоводни машини са Audit 41, 42, 51 и 52 от периода 1933 – 1934 г. Освен азбучна клавиатура те съдържат и поредица от клавиши за табулации и за елементарни аритметични изчисления.
През 50-те г. Оливети започва да проектира машини с два или повече суматора, с предварително определени работни програми, които намаляват нуждата от преписване на данни от един документ в друг и с различни автоматизми (таблици, обобщения и хоризонтални или вертикални записи и др.). Те се делят на цифрови (без буквена клавиатура) и на буквено-цифрови. През 1955 г. излиза първата цифрова счетоводна машина на Оливети – Audit 202, дериват на калкулатора Elettrosumma Duplex, а през 1956 г. – първата буквено-цифрова машина – Audit 302, приета с голям интерес на пазара; тя позволява да се пишат текстове като име на клиента, описание на операцията, търговски клаузи и др.
През 1959 г. са пуснати Audit 402 (цифров модел) и 502 (буквено-цифров), които заместват предишните модели, предлагайки по-голяма производителност и подобрени функции. Поради наличието на множество автоматизми маркетингът представя новите модели като „суперавтоматично счетоводство“. Същевременно излизат Audit 413 и 513, които са с 3 суматора и с възможност за извършване на статистически изследвания едновременно със счетоводната работа. През същата година Оливети представя различни модели счетоводни машини, с 2 или 3 суматора, интегрирани с цифрови или с буквено-цифрови лентови перфоратори: Audit 622, 623, 722, 723, 732 и 733.
През 1960 г. Оливети представя машината за фактуриране Mercator 5000, която включва „електронно умножително устройство“, благодарение на което тя е в състояние да извършва и умножение. Тя отговаря и на нуждите от общо и складово счетоводство, заплати, амортизационни планове, банкови операции; налични са и версии, които интегрират лентовия перфоратор в машината. Моделът е последван от цифровата версия Mercator 4000.
Въпреки високата цена на Audit и на Mercator, през 60-те г. продажбите им са високи и в нач. на 60-те г. осигуряват 20% от печалбата на Оливети. Излизат нови модели с различен дизайн и с подобрени характеристики.
През 70-те г. терминът „счетоводни изчислителни машини“ започва да излиза от употреба, т к. са проектирани машини, които имат характеристиките на малки компютърни системи.
- Audit 41 (1933)
- Audit 42 (1933)
- Audit 51 (1933)
- Audit 52 (1934)
- Audit 202 (1955)
- Audit 302 (1956)
- Audit 402 (1959)
- Audit 412 (1959)
- Audit 413 (1959)
- Audit 502 (1959)
- Audit 513 (1959)
- Audit 621 (1959)
- Audit 622 (1959)
- Audit 623 (1959)
- Audit 722 (1959)
- Audit 723 (1959)
- Audit 731 (1959)
- Audit 732 (1959)
- Audit 733 (1959)
- Mercator 5000 (1960)
- Mercator 4000 (1960)
- Audit 1502 (1964)
- Audit 1505 (1964)
- Audit 1506 (1964)
- Mercator 5100 (1964)
- Mercator 4100 (1964)
- Audit 1512 (1965)
- Audit 1513 (1965)
- Audit 1722 (1965)
- Audit 1723 (1965)
- Audit 1731 (1965)
- Audit 1732 (1965)
- Audit 1733 (1965)
- Audit 1930 (1965)
- Mercator 4022 (1965)
- Mercator 4023 (1965)
- Mercator 4103 (1965)
- Mercator 5102 (1965)
- Mercator 5103 (1965)
- Mercator 5106 (1965)
- Mercator 5123 (1965)
- Mercator 5133 (1965)

#### Счетоводни системи
Развитието на електрониката довежда до раждането на програмните системи. През 1969 г. Оливети пуска на пазара P203, дефиниран все още като „фактуратор“. Той е един от първите офисни (микро)компютри, използван предимно за търговски и административни дейности. Състои се от настолния програмен калкулатор P100, свързан с пишещата машина Tekne 3; дизайнер на продукта е Марио Белини.
През същата година излиза и Auditronic 770 – „система за информационна обработка в бизнес управлението“ с централна памет от 1 Kb. За разлика от механичните модели новата машина има по-голяма скорост на обработка на информацията и различни програми (за фактуриране, дневник, ведомост за заплати, склад, управление на ДДС и др.), разположени върху помощна отстраняема памет и касетки с магнитна лента от 36 Kb. Тя предлага бюро за работа и възможност за интегриран печат за едновременна обработка на 4 различни типа документи. Auditronic 770 може да се използва и като терминал real time. Машината е добре приета на европейския пазар. През 1971 г. излиза по-икономичен вариант – Auditronic 730 с малка основна памет и програма, записана на сменяема касета.
Еволюция представлява излязлата през 1974 г. А7 – „модулна система за административни и управленски приложения“, изцяло проектирана от Оливети. Тя е структурирана като истински компютър – с централен блок (E900), RAM памет (от 16Kb до 64Kb), твърд диск (160 Kb), сменяеми дискове, лентови устройства, магнитни карти, управление на линията. За пръв път е използван дисплей, служещ за проверка на въведените данни и за комуникация на оператора с машината. Разполага със собствен основен софтуер (операционна система и помощни програми), има възможност за стартиране на две програми едновременно и огромен набор от приложни програми за различните вертикални пазари.
През същата година излиза и А5, представена като „фактуратор със записана програма“ или като „система за административни приложения и събиране на данни“. Разполага с централен блок – Micro 8, с 256-байтова памет на магнитна карта, използвана за данни и за програми за управление; предлага се с голям набор от приложения за общо счетоводство, ведомост за заплати, фактуриране, склад и др. За разлика от А7 е настолна и е обърната към средно-ниския пазарен сегмент.
През 1975 г. е пусната А4 – „счетоводна машина с общо предназначение“, по-малко усъвършенстван от A5 и A7 модел, който замества моделите Audit 4000 и 6000. Тя не е истински компютър – има само цифрова клавиатура, програмиране с помощта на въртящ се барабан, печатащ блок и в състояние да използва заменяема касета, където се записват последователност инструкции, за да задоволят различните нужди. Централният блок не е разработен от Оливети, а е базиран на стандартен микропроцесор – Rockwell PPS4.
През 1975 г. на пазара е пуснат фактураторът A6 от нисък клас, с централен блок – Micro 8 и с флопи-дисково устройство. В каталозите за продажби за първи път се появяват софтуерни продукти: цената на операционна система FDOS и на системата за управление на данни DMS е включена в тази на машината.
През 1978 г. излиза A7 Mod.84 – еволюция на предишни продукти, която поставя акцент върху флопи-дисковите устройства.
- Olivetti Auditronic 770 A770 (1969)
- Olivetti Auditronic 730 A730 (1971)
- A7 (1974)
- A5 (1974)
- A4 (1975) – дизайн Марио Белини, в MoMA в Ню Йорк
- A6 (1975)
- A7 Mod 84 (1978)

#### Business Computer Systems
През 1978 г. излизат иновативните системи за управление на бизнеса от серията BCS Business Computer Systems.
Първата от тях е BCS 3030, функционално много близка до персоналния компютър, но част от специализираните машини за управление на бизнеса, чийто обемист аспект напомня на този на предходните модели на счетоводни системи. Има две пластини за централен блок, голямо разнообразие от модули и периферни устройства, твърд диск с капацитет до 10 Mb, 4 сменяеми 10 Mb диска, флопи-дисково устройство. Новост за системите на Оливети са 15-инчовият монитор и използването на микропроцесор Intel 8080 като централно устройство (започва да се утвърждава използването на стандартни компоненти). Печатащото устройство, интегрирано в предходните машини, става отделно. Освен операционната система се предлагат усъвършенствани програмни езици (Mini PL/1, RPG II, Assembler) и във версията за въвеждане на данни – специализирани езици, които правят възможно автономното програмиране за онези, които не желаят да използват богатия набор от приложни програми (наречени FAST, Стандартни функции на приложението).
През 1979 г. излизат различни модели от серията BCS 2000. BCS 2020 е по-малкият брат на 3030, но за разлика от него е базиран на микропроцесор Intel 8080, разполага с мини флопи-дисково устройство, разработено от Оливети, интегриран принтер, по-малко софтуер и е без монитор.
За счетоводните системи започва необратима еволюция след пускането на първите компютри от IBM (1981) и Olivetti – M20 (1982). Офертата на Оливети за системи за управление мигрира към Linia 1 (1983) – линия от системи с общо предназначение, интегрирани с персонални компютри, и към предлагането на специализирани персонални компютри като PB Personal Banking, ориентиран към банковия сектор.
- BCS 3030 (1978)
- BCS 2020 (1979)
- BCS 2035 ()

### Телепринтери (телекс)
Оливети започва да произвежда телепринтери за снабдяване на пощенските станции с модерно оборудване за изпращане и получаване на телеграми. Първите модели печатат на хартиена лента, която е изрязана и сглобена отново, за да придобие формата на лист.
През 80-те г., в район с ограничен достъп, фабриките на Oливети в село Скарманьо в Северна Италия произвеждат телепринтери за НАТО.
Италианската обществена услуга за телекс е затворена през 2002 г.
- Olivetti T1 (1938 – 1948) – първи телепринтер на Оливети, в два модела: предаващ/получаващ или само получаващ
- Olivetti T2 (1948 – 1968) – еволюция на T1, по-лек и по-малък, с по-малко части
- Olivetti Te300 (1968 – 1975) – дизайн на Еторе Зотзас; подходящ освен за пощенски станции, и за офиси, бърз и лесен за използване, с иновативен характер
- Olivetti Te400 (1975 – 1991) – използва широко електроника
- Olivetti TE 500 (1980) – електронен
- Olivetti Te550 (1982) – напълно електронен и с видео.[87]

### Принтери, скенери и факсове
В началото на 70-те г. някои компании като HP и Канон започват да изследват възможностите за печат с мастиленоструйна технология. В средата на 1970-те г. тази технология е от интерес и за Оливети, което насочва проучванията си към полезни за калкулаторите си решения. През 1976 г. лабораторията му патентова печатаща глава, базирана на суха искрова мастиленоструйна технология (на англ. dry spark inkjet). От 1981 г. тези глави се използват за принтера JP 101 (нар. още PR 2300) и за многобройни калкулатори от серията Divisumma и Logos.
През 1990 г. се ражда първата термична мастиленоструйна печатаща глава на Оливети (монохромна), монтирана на принтерите JP 350 и JP 150.
През 1993 г. излизат първите глави за многократно зареждане и мастиленоструйното решение е разширено до касовите апарати (ECR 4200) и факсовете (OFX 2100 и OFX 3100).
През 1994 г. са пуснати първият мастиленоструен принтер (JP 450C) и първият преносим монохромен принтер (JP 50) на Оливети.
През 1995 г. цялата дейност, свързана с мастиленоструйните принтери, е прехвърлена от лабораториите на град Ивреа в завода в село Арна в регион Вале д'Аоста – седалище на компанията Balteadisk, създадена през 1967 г. През октомври 1999 г. Balteadisk променя името си на Olivetti Techcenter S.p.A., а през април 2002 г. – на Olivetti I-Jet S.p.A. с капитал, изцяло собственост на компанията майка Оливети.
През 1996 г. излиза първият преносим цветен принтер – JP 90. През 1997 г. принтерът JP 790 има една глава за монохромен печат и една за цветен печат, с което размерът на капчиците мастило, изхвърлени от дюзите, е намален наполовина и така се подобряват качеството на печат и прецизността. През 1998 г. се достига до още по-малки микрокапки с модела JP 883, замислен за фотографски печат.
През 1999 г. качеството се повишава значително с производството на глави с 200 дюзи, които интегрират електронни устройства за сортиране на електрическите сигнали за пилотаж. Те са монтирани на принтерите ArtJet 10 и ArtJet 20, характеризиращи се с иновативен дизайн, дело на студио Де Луки (Микеле Де Луки), който през 2001 г. печели италианската награда „Compasso d'Oro“ за принтера ArtJet 10.
През 1999 г. Оливети представя и един от първите многофункционални продукти в света: StudioJet 300, който действа като принтер, скенер и копирна машина, последван през 2000 г. от JetLab 600, удостоен с наградата за продуктов дизайн IF на CeBIT в Хановер.
През 2005 г. качеството на печат нараства още повече с лансирането на първите глави с 400 дюзи на Оливети. С тях са оборудвани новите цветни принтери My_Way за фотографски печат и Any_Way, с двойна глава за монохромно и 6-цветно принтиране.
През юли 2014 г. клонът Olivetti I-Jet е преотстъпен на швейцарското дружество SICPA (което от 1 декември 2013 г. притежава Клона за изследвания и развитие).

#### Принтери
- Olivetti PR 1230 (1975)
- Olivetti PR 1370 (1978) – цветен фотографски принтер
- Olivetti PR 2830 (1978)
- Olivetti PR 2300 (JP 101) (1981)
- Olivetti DM580 и DM590 (1985) – матрични принтери
- Olivetti DM100 (1985)
- Olivetti DM 200 (1985)
- Olivetti DM290 (1986)
- Olivetti DM296 (1986)
- Olivetti DM600 (1986)
- Olivetti DY450 (1986)
- Olivetti DM400 (1986)
- Olivetti DM424S (1986)
- Olivetti PR 40 (1986)
- Olivetti DM600S (1988) – матричен принтер
- Olivetti PR2845 (198X)
- Olivetti PR1480 (198X)
- Olivetti PR15 (198X)
- Olivetti PR17 (198X)
- Olivetti JP 150 и Olivetti JP 350 (1990) – първи мастиленоструйни принтери
- Olivetti PG 304 (1993) – лазерен принтер, дизайн на Микеле Де Луки, Алесандро Киарато и Аугустус де Врее
- Olivetti JP 270 (ок. 1993) – мастиленоструен принтер, дизайн на Микеле Де Луки и Алесандро Киарато
- Olivetti JP 250 (1993) – bubble inkjet принтер на Оливети, първият със зареждаеми печатарски глави.
- Olivetti JP 452 (1993) – мастиленоструен принтер, дизайн на Микеле Де Луки и Саймън Морган
- Olivetti PR 60 (1994) – матричен банков принтер, дизайн на Микеле Де Луки и Алесандро Киарато
- Olivetti DM109 и DM119 (1994) – дизайн на Микеле Де Луки и Алесандро Киарато
- Olivetti JP 50 (1994) – пръв монохромен преносим принтер на Оливети, дизайн на Микеле Де Луки
- Olivetti JP 450 (1994) – дизайн на Микеле Де Луки
- Olivetti JP 450 C (1994) – пръв цветен мастиленоструен принтер на Оливети
- Olivetti JP 450 SP
- Olivetti PR 2 (1995) – банков принтер, дизайн на Микеле Де Луки и Йоханес Кислер, награда SMAU Industrial Design Award (Италия) за 1996 г.
- Olivetti PR 4 (1996) – принтер за супермаркети и магазини, дизайн на Микеле Де Луки и Йоханес Кислер
- Olivetti JP 90 (1996) – пръв цветен преносим принтер на Оливети
- Olivetti JP 170 (1996) – дизайн на Микеле Де Луки, награда IF Award for good Industrial Design (Германия) за 1996 г.
- Olivetti JP 790 (1996) – мастиленоструен принтер с една глава за монохромен печат и една за цветен, дизайн на Микеле Де Луки и Йоханес Кислер
- Olivetti JP 883 (1998) – фотографски принтер, дизайн на Микеле Де Луки и Масахико Кубо
- Olivetti PR 6 (1998) – матричен банков и пощенски принтер, дизайн на Микеле Де Луки и Йоханес Кислер
- Olivetti Artjet10 (1998) – мастиленоструен принтер, дизайн на Микеле Де Луки и Масахико Кубо, награда за дизайн „Compasso D'Oro“ за 2001 г., в MoMA в Ню Йорк
- Olivetti Artjet20 (1998) – мастиленоструен принтер, дизайн на Микеле Де Луки и Масахико Кубо, в MoMA в Ню Йорк
- StudioJet 300 (1999) – един от първите многофункционални мастиленоструйни принтери в света (принтер, скенер и копирна машина), дизайн на Микеле Де Луки и Масахико Куба
- Olivetti Artjet12 (2000)
- Olivetti Copia 9017 (2000)
- Olivetti Artjet22 (2001)
- Copy Lab 200 (2001) – многофункционален принтер, дизайн на Микеле Де Луки и Масахико Куба
- Olivetti DM95
- Olivetti DM96
- Olivetti DM105
- Olivetti DM124
- Olivetti DM124L
- Olivetti DM250
- Olivetti DM280
- Olivetti DM282
- Olivetti DM285
- Olivetti DM292
- Olivetti DM295
- Olivetti DM309
- Olivetti DM324L
- Olivetti DM324S
- Olivetti DM624
- Olivetti PR2E
- Olivetti PR19
- Olivetti PR1350
- PR2Plus и PR2Plus MB-2 (със скенер) – банков принтер
- Olivetti PR4 SR и PR4 SL – матрични принтери за банки и пощенски офиси
- Olivetti My Way, My Way Plus (2005) – фотографски принтери
- Olivetti Any_Way (2005) – мултифункционален принтер, с двойна глава за монохромни и 6-цветно принтиране
- d-Color MF 2500 (2007)
- d-Copia 6500 MF (2011)
- d-Copia 1801MF, 1801MFPlus, 2201MF и 2201 MF Plus (2014) – многофункционални професионални черно-бели лазерни А3 принтери
- d-Copia 3014MF и 3013MF Plus (2014)
- d-Color P3100 (2014)
- d-Color MF3100 (2014)
- d-Color MF254 (2015)
- d-Color MF304 (2015)
- d-Color MF364 (2015)
- Olivetti 3D-S2 (2015) – първи италиански тримерен принтер
- Olivetti 3d desk (2016) – тримерен принтер за университети, училища и офиси
- PG L2535, 2540 и 2540Plus (2016) – професионални черно-бели А4 лазерни принтери
- PG L2550
- PG L2555 (2016)
- d-Color MF223 и MF283 (2016) – многофункционални професионални цветни лазерни А3 принтери
- d-Copia 5000MF (2016)
- d-Copia 6000MF (2016)
- d-Color MF454, MF554 и MF654 (2016) – многофункционални професионални цветни лазерни А3 принтери
- PG L2540 и PG L2540plus
- PG L2545 (2017)
- d-Color P2230 – професионален дигитален цветен А4 принтер
- d-Color MF2624 и MF2624Plus (2017) – многофункционални професионални цветни лазерни А4 принтери
- d-Color P2226 (2017) и d-Color P2226plus (2017) – професионални дигитални цветни А4 принтери
- d-Color MF2553 (2017)
- d-Copia 255MF (2017) – многофункционален професионален черно-бял лазерен А3 принтер
- d-Copia 3201MF и 4001MF (2017) – многофункционални професионални черно-бели лазерни А3 принтери
- d-Copia 5001MF и 6001MF – многофункционални професионални черно-бели лазерни А3 принтери
- d-Copia 3524MF, 3524MFplus, 4023MF, 4024MF и 4024MFplus (2017) – многофункционални професионални черно-бели лазерни А4 принтери
- d-Color MF3253 (2017)
- PG L2645, L2650 и L2655 – професионални черно-бели А4 лазерни принтери
- d-Copia 7001MF и 8001MF (2017) – многофункционални професионални черно-бели лазерни А3 принтери
- d-Color MF3301 (2018)
- d-Color MF3801 (2018)
- d-Copia 4513MFplus, 4514MF Plus, 5514MF и 6014MF (2018) – професионални черно-бели лазерни многофункционални А4 принтери
- d-Copia 4513MF, 4514MF и 4514MFplus (2018) – многофункционални професионални черно-бели лазерни А4 принтери
- d-Color MF3023 и MF3024 – многофункционален професионални цветни лазерни А4 принтери
- d-Color MF 3302 (2019) – многофункционален професионален цветен лазерен А4 принтер
- d-Color MF 3303 и MF 4003 (2019) – многофункционални професионални цветни лазерни А4 принтери
- d-Color MF259, MF309 и MF369 (2019) – многофункционални професионални цветни лазерни А3 принтери
- d-Color MF2554 и MF3254 – многофункционални професионални цветни лазерни А3/A4 принтери
- d-Color MF459, MF559 и MF659 – многофункционални професионални цветни лазерни А3 принтери
- d-Color MF759 – многофункционален професионален цветен A3 принтер
- d-Color P3302 (2019) – професонален дигитален цветен А4 принтер
- Olivetti PR2 Plus (201X) – банков и пощенски принтер в различни варианти: от entry-level до този със скенер от двете страни (модел MB-2)

#### Факсове
През 1982 г. Оливети сключва споразумение с японската компания Шарп, благодарение на което с марката Оливети излизат два модела на Шарп: TLM 320 (Group 2) и TLM 332 (Group 3). Сътрудничеството обаче се отнася само до Италия. През 1987 г. е създаден консорциумът Olivetti Canon Industriale за производството на копирни машини в Алие и в него се включват и факс машините: така излизат два модела на Канон с марката Оливети – TLM 810 и TLM 910. Поради липсата на истинско индустриално партньорство Оливети е принудена да търси друг партньор, открит в японската Саньо благодарение на важната японска trading компания Matsui. През 1989 г. е създаден Консорциумът Olivetti Sanyo Industriale, просъществувал до 1992 г. Във фабриката в Поцуоли започва производството на факсове с термопечат, разпространявани и от двете компании. Първият модел, представен през март 1990 г., е OFX 530.
След 1992 г. Оливети и неговият Olivetti Office се съсредоточава върху разработката на факс машини с мастиленоструен печат и обикновена хартия. През 1993 г. проектът, начело с Уго Карена, представя на европейския пазар компактните модели с иновативен дизайн OFX 2100 и OFX 3100. Това са първите факс машини на европейска компания, използващи технология за мастиленоструен печат и обикновена хартия.
Следват модели с нарастващи технологични, функционални, качествени и дизайнерски подобрения. През 2006 г. Оливети е на второ място след френската Sagem на европейския пазар на факсове с обикновена хартия, използващи трите технологии: термичен пренос, мастиленоструен печат и лазерен печат, и на първо място в мастиленоструйните факс машини.
В помощ на успеха на Оливети идва и качественият дизайн на факс машините: OFX 3100 (1993) с дизайн на Джордж Соудън (бивш сътрудник на Еторе Зотзас), OFX 1000 (1995), OFX 500 (1998), FaxLab 300 (2000) и FaxLab 450 (2003) с дизайн на Микеле Де Луки, FaxLab 100 (2004), 95 (2005), 105 и 125 (2006) с дизайн на ученика на Де Луки – Масахико Кубо.
Развитието на факс машините дава път и на развитието на мултифункционалните периферни устройства (факс, принтер и копирна машина в едно). През 1999 г. излиза StudioJet 300 – един от първите многофункционални мастиленоструйни факс машини в света. Оттогава този сектор претърпява бурен растеж и за това допринасят няколко продукта на Оливети като напр. JetLab 600 от 2000 г. с дизайн на Микеле Де Луки и носител международни награди за индустриален дизайн.
През 2000 г. Оливети предлага JetLab 600 – висококачествена многофункционална машина, предлагаща възможност за цветопечат, скенер, факс и копирна машина. Тя е с елегантен дизайн – дело на Микеле Де Луки и може да получава e-mail. През 2001 г. печели престижната награда IF product design award на CeBIT в Хановер. Въпреки това потребителите се ориентират предимно към еднофункционални факс машини или към по-пълни многофункционални продукти, особено във функциите за печат и копиране. FaxLab 490 (2005) е последният многофункционален факс на Оливети. Следвайки търсенето на пазара, Оливети се фокусира върху модели само с (или почти с) функцията за факс или върху многофункционалните продукти, получени от принтери или копирни машини.
- TLM 320 и TLM 332 (1982) – първите факсове с термохартия, представени от италианска компания; модели, родени от сътрудничеството с Шарп
- OFX 341 (1987) – печат върху термохартия; модел интегриран (все още не напълно) с телефон и тел. секретар; за професионалисти
- TLM 710 (1987) – роден от сътрудничеството с Шарп, за секретарски офиси и малки документи
- TLM 810 (1987) – роден от сътрудничеството с Канон, с тел. указател с максимум 66 номера, може да изпраща факсове в определено време; печат върху термочувствителни хартиени ролки
- TLM 910 (1987) – роден от сътрудничеството с Канон, с 2 MByte памет, записва до 125 документа във формат A4, изпращаеми до 133 различни потребители; изпраща факсове в определено време; за големи организации със сложни нужди за разпространение на документи сред многобройни потребители; печат върху термочувствителни хартиени ролки.
- TLM 720 (1989) – роден от сътрудничеството с Канон, замества модел TLM 710; предназначен за професионални среди или за малки секретарски офиси; елегантният му дизайн напомня този на електронните ПМ
- OFX 530 (1990) – факс на термохартия, роден от сътрудничеството със Саньо
- OXF 230, OFX 330, OFX 330 AC (auto-cut) (1991) – печат върху термохартия; родени от сътрудничество с Matsui, модели entry-level
- OFX 300 (1991) – печат върху термочувствителна хартия, икономичен модел, насочен към пазара на малкия бизнес, с двуредов дисплей от 16 знака и може да бъде свързан към тел. секретар
- OFX 420 (1991) – роден от сътрудничеството със Саньо, дизайн на Джордж Соудън и Саймън Морган, печели италианската награда за дизайн Compasso d'Oro (1991)
- OFX 430 (1991) – роден от сътрудничеството със Саньо, факс от средно-нисък клас, с термочувствителна хартия, съхранява до 15 стр. А4, прави повече копия на оригинала, с памет за получаване на поверителни документи
- OFX 530 (1991) – роден от сътрудничеството със Саньо
- OFX 100 (1992) – с печат върху термохартия и с много малки размери: „персонален факс“ за малки нужди от изпращане и получаване на документи
- OFX 200 (1994) – с печат върху термочувствителна хартия, интегриран с телефона и с тел. секретар, за малки бизнес предприятия, професионални офиси и битови потребители
- OFX 2100, OFX 3100 (1993) – първите факс машини с обикновена хартия, използващи технологията за мастиленоструен печат, пуснати на пазара от европейска компания; разработени изцяло в Оливети. Ръководител на проекта е Уго Карена, а дизайнер – Джордж Соудън за модел 3100; 2100 e насочена към професионални клиенти със средни комуникационни нужди, а 3100 – към такива със средно високи комуникационни нужди, благодарение на голямата памет и възможността за управление на документи във формат A3
- OFX LinkFax 3100/2100 (1994) – могат да се използват като скенер и да се свържат с персоналния компютър чрез специален софтуер, разработен от Оливети
- OFX 1001 (1994) – дизайн на Микеле Де Луки и Аугустус Де Врее
- OFX 3200 (1995) – с печат подобен на този на лазерен принтер, с памет от 70 стр., може да предава документи във формат А3; праща мейл за 7 сек. благодарение на 14 400 bps модем, с изискан дизайн и заоблени линии
- OFX 2200 (1995) – с изискан дизайн и заоблени линии
- OFX 1000 (1995) – дизайн на Микеле Де Луки и Аугустус Де Врее
- OFX 1100 (1995) – еволюция на OFX 1000, със заоблен дизайн – дело на Микеле Де Луки, с качествен монохромен и цветен печат, добре приет на пазара; има и версия Linkfax за изпращане и получаване на факсове чрез PC
- OFX 1200 () – от серията OFX 1000, дизайн на Микеле Де Луки и Аугустус Де Врее
- OFX 500 (1998) – дизайн на Микеле Де Луки и Масахико Кубо; значително обновява офертата за факс машини, насочени към малки потребители и за домашна употреба; има и вариант Linkfax за цветопечат и изпращане и получаване на факсове чрез PC. Еволюция на семейството OFX 500 са моделите OFX 502, 540, 560, 650 и Fax Lab 250
- OFX 502 (1998) – дизайн на Микеле Де Луки с Йоханес Кислер
- OFX 560 и OFX 540 (1999) – дизайн на Микеле Де Луки и Масахико Кубо
- OFX 3000 (2000) – многофункционален факс, дизайн на Микеле Де Луки и Масахико Кубо, печат върху термохартия, икономичен модел за малките предприятия
- OFX 520P (2000) – дизайн на Микеле Де Луки, еволюция на OFX 500, за дома или за офиса, и може да се използва и като малка копирна машина
- FaxLab 300 (2000) – дизайн на Микеле Де Луки
- JetLab 600 (2000) – многофункционален факс (факс, принтер, копирна машина и скенер) с мастиленоструйна технология; с дизайн на Микеле Де Луки и Масахико Кубо; IF product design award на CeBIT в Хановер за 2001 г.
- OFX 570 (2001) – дизайн на Микеле Де Луки и Масахико Кубо
- FaxLab 300/350 (2001) – мастиленоструйна факс машина в резултат на сътрудничеството с Филипс в 2 версии, една от които е с марката на Оливети; с добра производителност благодарение на усъвършенстваните електронни решения, които подобряват скоростта на работа и капацитета на паметта
- FaxLab 310 SMS и FaxLab 360 SMS (2001) – с възможност за изпращане и получаване на SMS, модел 360 е с тел. секретар; с дизайна на FaxLab 300/350
- JetLab 500 (2001) – многофункционална факс машина (принтер, скенер, факс и копирна машина) от среден клас; с дизайна на моделите OFX 550/570, може да се свързва към PC
- OFX 650 ()
- FaxLab 250 ()
- OFX 800 (2001) – факс, дериват на многофукционалната машина JetLab 500
- JetLab 600 (2001) – по-икономичен модел на многофукционалната машина JetLab 500
- FaxLab 450 (2003) – дизайн на Микеле Де Луки, замества моделите OFX 550 за факс от среден клас, за малки офиси; предава страница А4 за 7 сек., с памет 50 стр., автоматично подаващо устройство с до 20 листа, копира 2 стр. в мин.; телефонът е с високоговорител
- FaxLab 95 (2004) – дизайн на Масахико Кубо, с мастиленоструен печат, с памет 19 стр., съхранява до 60 номера в тел. указател, може да праща SMS и множество фотокопия
- FaxLab 100 (2005) – дизайн на Масахико Кубо, с мастиленоструен печат, с допълнителни функции на телефона и на копирната машина спрямо FaxLab 95
- FaxLab 470 (2005) – с тел. секретар, с подобрения
- FaxLab 490 (2005) – последен многофункционален факс на Оливети, със скенер и цветопечат
- FaxLab 105 (2006) – дизайн на Масахико Кубо, с мастиленоструен печат, с допълнителни функции на телефона и на копирната машина спрямо FaxLab 95
- FaxLab 125 (2006) – дизайн на Масахико Кубо, с тел. секретар и мастиленоструен печат, с тел. секретар, може да предава почасово за ок. 7 сек. на стр. формат А4 благодарение на 14 400 bps модем
- FaxLab 480 (2006) – еволюция на модела FaxLab 470, с по-изискан дизайн и с подобрения: телефон с идентификация на повикванията, 60-цифрен тел. указател, хендсфри, лесно набиране на номера, тел. секретар с капацитет 15 мин., SMS функция с печат на получените съобщения, с мастиленоструен печат
- FaxLab 460 (2006) – с мастиленоструен печат, подобрен вариант на предходния, но е без тел. секретар.

### Телефони и смартфони
Ергономични безжични и кабелни слушалки с пълен набор от функции за всякакви бизнес и битови нужди. Оливети осигурява предоставянето на продукти като таблети и смартфони, печелейки търгове в Италия и в чужбина по отношение на публичната администрация:
- Olivetti Pronto (1994) – безжичен телефон, дизайн на Микеле Де Луки и Енрико Куел
- Olivetti OCT100/200/300 – безжични телефони
- Olivetti C100 – настолен телефон
- Olivetti C320 – настолен телефон
- Olivetti 370R – настолен телефон

През 2013 г. Оливети лансира серията смартфони Oliphone:
- Olivetti Oliphone M8140
- Olivetti Oliphone Q8145
- Olivetti Oliphone Q8150
- Olivetti Oliphone Q9047
- Olivetti Oliphone WG451
- Olivetti Oliphone WG501

### Минимодеми
- Olicard 160
- Olicard 400
- Olicard 500о
- Olicard 600

### Лични органайзери
- Olivetti FL95 PC Organizer
- Olivetti D635 ex
- Olivetti D828ex
- Olivetti D 1070 (1993), графичен дизайн на Микеле Де Луки, Алесандро Киарато и Аугустус Де Врее
- Olivetti D 1000 (1993), idem
- Olivetti D 2100 (1993), idem

### Офисно обзавеждане
Оливети започва да произвежда офисни мебели през 1931 г., когато Адриано Оливети поверява на инж. Алдо Манели проект за създаване на модерна хоризонтална картотека, каквато е видял при пътуването си до САЩ, първоначално предназначена за употреба в рамките на компанията. Тя се нарича Synthesis и се радва на добър пазарен интерес, така че е стартирано серийно производство, достигайки до 600 бройки месечно. Започват да се произвеждат и други мебели като метални шкафове с вградени врати.
През 1939 г. е създадена дъщерната компания Olivetti Synthesis sa, базирана в Маса, където през 1938 г. Оливети решава да построи фабрика в зараждащата се индустриална зона Apuan за производство на офис мебели, метални картотеки и класификатори. Индустриалният завод Olivetti Synthesis е проектиран от архитектите Пиеро Ботони и Марио Пучи. Първа част от заводите е завършена през 1942 г., но поради Втората световна война компанията не успява да произвежда нужните мебели от стомана. Фабриката освен това е частично унищожена от бомбардировки.
В края на Втората световна война сградите, повредени от бомбардировките, са възстановени. Производството се възобновява с голям успех и вече не е фокусирано само върху нови модели картотеки и шкафове, но и върху опори за офис машини, бюра, рафтове, библиотеки, столове, фотьойли и т.н.
Големият успех на Olivetti Syntesis се определя не само от високото механично качество на продуктите, но и от вниманието към дизайна с участието на известни архитекти и дизайнери като Еторе Зотзас, Пери А. Кинг, Албер Льоклер, Бруно Скальола, Тайгър Умеда, Джейн Янг и др.
От 60-те год. Olivetti Synthesis насочва производството си към обзавеждане с критерии за модулност като серията Spazio, проектирана през 1960 г. от Studio BBPR, предназначена да се адаптира към всеки офис, особено към тези с отворени пространства. През 1962 г. тя получава голямата италианска награда за дизайн Compasso d'Oro.
През 1973 г. годишното производство достига до 89 000 шкафа, 56 000 класификатора и 22 000 картотеки.
Марката Olivetti Synthesis се използва до 90-те год., когато дружеството е продадено.
- Картотека Synthesis (1931) – проектирана от Алдо Манели
- Серия Olivetti Spazio (1960) – проектирана от Лодовико Барбиано ди Белджойозо, Енрико Пересути, Ернесто Натан Роджърс, италианска награда за дизайн „Compasso d'Oro“
- Серия Synthesis 45 (1972) – състои се от над 100 компонента, дизайн на Еторе Зотзас и др.
- Synthesis 80 (1980) – дизайн на Еторе Зотзас
- Серия Icarus (1982) – дизайн на Еторе Зотзас и Микеле Де Луки.

### Касови апарати
През 70-те год. Оливети продава касови апарати на Шарп, но с малък успех, не повече от 40 хил. бройки годишно.
През 1980 г. Оливети навлиза в сектора на касовите апарати с машини, разработени и произведени в нейните фабрики. Тя има опит в изчислителните машини, чиито характеристики са близки с тези на касовите апарати. Първите модели на Оливети – CR 1010 (дизайн на Марио Белини) и CR 1020, произведени в Поцуоли, както и тези от следващите линии CR 2000, CR 200 и CR 300, са от традиционния тип, неизползваеми за данъчни цели. През 1982 г. Оливети контролира 25% от пазара и предлага 8 различни модела.
През 1983 г. в Италия излиза закон (Legge n. 18 del 26 gennaio 1983), който прави задължително използването на специални касови апарати за всички обществени заведения от 1 юли. С това се увеличава и производството на Оливети, излизат моделите от сериите CRF 2000 и 2500, които варират от преносими модели за улична търговия до по-сложни за по-големи комплекси. Като цяло преобладава матричната технология; някои модели обаче използват термопечат, докато мастиленоструйният печат има известно разпространение от 90-те год. (напр. в моделите ORS 6100, CRF 4000 и 4200 от 1992 г.).
Наред с офертата за италианския пазар се разработват и оферти за други пазари, като напр. моделите от серията Mercator (1983), ORP (1985) и др. Серията Mercator, проектирана от Марио Белини, получава престижната италианска награда Compasso d'Oro за дизайнерски постижения; състои се от 5 различни модела (Mercator 10, 20, 25, 40 e 50) и всички, с изключение на Mercator 10, имат двоен дисплей – един за касиера и един за клиента, и иглен печат.
През 1990-те год. обхватът на офертата на Оливети варира от най-простите модели (касови апарати в тесния смисъл на думата) до по-сложните такива, които придобиват някои от функциите на интелигентните терминали или на персоналните компютри.
В края на 2011 г. Оливети предлага 7 различни модела от серията Nettuna, отговарящи на най-простите дейности до най-сложните и разнообразните. Всички те, с незначителни модификации, се предлагат на пазара с марките Underwood, Royal и Yard.

### Репрография
Групата Оливети първоначално произвежда дубликатори чрез Sada – частна компания, създадена в Милано през 1927 г. През октомври 1957 г. в градчето Калузо недалеч от Ивреа е открит нов завод на Сада-Оливети, където около 100 работници, техници и служители произвеждат нови и по-модерни модели циклостил, при който обаче възпроизвеждането на вече отпечатан документ е невъзможно.
През 1966 г. Оливети навлиза в сектора на репрографията с първата си копирна машина – Copia II, разработена на базата на проект на Copia Manufacturing Corp. – дъщерно дружество на американската компания Underwood, придобита от Оливети през 1959 г., в сътрудничество със Sada. Произведена е във фабриките на Underwood в Хартдорф, Кънектикът и първо се продава в САЩ. Базира се на технологията за директен електростатичен процес и е по-проста и по-евтина от машините с ксерографска технология. Копието обаче може да бъде отпечатано само на фоточувствителна хартия, обработена с цинков оксид. През 1967 г. моделът започва да се продава и в Европа заедно с по-компактния Copia 105.
Интересът към копирните машини на Оливети е повишен, но групата трудно устоява на силната конкуренция на азиатските производители, а и нейният първостепенен интерес е насочен към преминаването към електронната технология. Затова Оливети насочва вниманието си към машини, закупени в чужбина или създадени в сътрудничество с други производители.
През 1970-те г. излизат различни модели копирни машини – еволюция на първите два модела. Те са предназначени за офисите и акцентират не върху скоростта на печата, а върху компактността, качеството, ниската цена на копията и различните формати. Моделите Copia 205 (1970), Copia 305 (1971), Copia 405 (1973) и Copia III (1971) са базирани на директния електростатичен процес и предлагат значителни подобрения спрямо първите два модела от 1960-те г. Други подобни модели с допълнителни подобрения са Copia 400 (1976), Copia 605 (1977) и др.
През 1975 г. излиза първата копирна машина, базирана на ксерографската система: настолната Copia 1500, закупена външно (от original equipment manufacturer), с 8 копия в минута. През 1978 г. тя е заменена от високопроизводителната Copia 1600.
През 1978 г. Оливети представя Copia 2000 – ксерографска копирна машина от среден и висок клас, с 30 копия в минута, която може да бъде свързана към колектор и към устройство за копиране на непрекъснати хартиени форми. През 1979 г. е пусната нейна опростена версия – Copia 1900, а през 1981 г. и по-усъвършенствана версия – Copia 3000.
През 1981 г. Оливети пуска на пазара Copia 1000, с 12 копия в минута, проектирана от самата нея. Тя предлага иновативни технологични решения с широко използване на електронни компоненти. Машината окончателно замества настолните модели върху обработена хартия.
През 1984 г. Copia 7010 е представена като „персонална копирна машина“, докато Copia 7030 е „компактна копирна машина“, която може да увеличава и намалява. През 1987 г. се създава Olivetti-Canon Industriale (OCI, първоначално Olivetti-Canon Италия) – консорциум с японската Канон, фокусирано само върху разработването и производството на фотокопирни машини. Заводът на консорциума е в градчето Алие, Северна Италия.
- Copia II (1966) – първа копирна машина на Оливети; базиран на директен електростатичен процес; в сътрудничество с Copia Manufacturing Corp. и Sada, продава се само в САЩ
- Copia 105 (1967) – по-компактна; базирана на директен електростатичен процес
- Copia 205 (1970) – базирана на директен електростатичен процес, предлага значителни, но не революционни подобрения
- Copia 305 (1971) – idem
- Copia 405 (1973) – idem
- Copia III (1971) – idem
- Copia 1500 (1975) – първа копирна машина на обикновена хартия, базиран на ксерографската система
- Copia 400 (1976) – базирана на директен електростатичен процес
- Copia 605 (1977) – idem
- Copia 1600 (1978) – замества предходната
- Copia 2000 (1978) – собствена ксерографска копирна машина на Оливети от среден и висок клас, дизайн Марио Белини
- Copia 1900 (1979) – опростена версия на предходната
- Copia 3000 (1980) – подобрена версия на Copia 2000
- Copia 1000 (1981) – иновативен собствен модел на Оливети с широко използване на електронни компоненти; окончателно замества настолните модели върху обработена хартия
- Copia 1800 (1982) – дизайн на Марио Белини
- Copia 7010 (1984) – персонална копирна машина в сътрудничество с Канон
- Copia 7030 (1984) – компактна копирна машина в сътрудничество с Канон, която увеличава и намалява

### Компютърни сървъри
- LSX 5000 (1991) – компютърен сървър, дизайн Микеле Де Луки и Джеймс Ървин
- Silver – компютърен сървър, дизайн Микеле Де Луки и Марио Тримарки
- OMAX 2000 (201X) – идеален за сървърни приложения, за ISP (Internet Server Platform) или където се изисква висока интеграция, с двоен процесор Intel Xeon: Pentium 4 и Pentium 4D, RAM до 16 GB
- OXON (201X) – до два процесора Intel Xeon 3,06 GHz, RAM до 12 GB

### Компютърни монитори
- CM2001 (1996) – за мултимедиен настолен персонален компютър, дизайн Микеле де Луки и Масахико Кубо
- Oliscreen 19” (201X) – 19-инчов LCD TFT цветен монитор
- Oliscreen 22” (201X) – 22-инчов LCD TFT цветен монитор
- Olivetti LCD L150M (201X) – 15-инчов TFT цветен компактен монитор

### Терминали
- TCV 250 (1967) – видеотерминал, дизайн на Марио Белини, един от най-интересните и особени дизайнерски експерименти на 1960-те г.
- TCV 270 ()
- TCV 800 ()
- TCV 1800 ()
- Olivetti TC800 (1975)
- Olivetti TC800 – финансова терминална система
- Olivetti TC800 – автоматична терминална система
- Olivetti TC800 – модулна терминална система
- Банков автоматичен терминал CD 6300 Lobby (1990), дизайн Микеле Де Луки
- Пожарникарски терминал M 711 (1994, дизайн Микеле Де Луки и Енрико Куел)
- Мултимедиен публичен терминал MK Sys (1995) – дизайн Микеле Де Луки и Аугустус Де Врее, IF Award for good Industrial Design (Хановер) за 1994 г.
- Olivetti MAAF (291X) – цифров терминал за издаване на печалби, получени по електронен път от сервизен център.
- Olivetti M06 (201X) – иновативен мултисервизен терминал за различни нужди (залагания, магазини, банки и обществени органи), позволява доставката на видео съдържание, бидейки с втори дисплей с HDMI интерфейс.
- Olivetti M210 (201X) – плащане на комунални услуги, допълване на предплатени карти, събиране на залози за онлайн игри, подписване на договори и др.
- Olivetti MB-2 (201X) – многофункционален терминал за банки и пощи

### Други продукти
- CMC 7 (1963) – автоматичен четец на писмени документи с магнитни символи, дизайн на Марио Белини, италианска награда за дизайн Compasso d'Oro за 1964 г.
- Банкомат CAT6500 (1988) – дизайн Микеле Де Луки
- Paper On-Paper (1991) – кутия за скоч, дизайн Микеле Де Луки и Джеймс Ървин
- Офис куфарче „Льо Бюро“ (1992) – дизайн Микеле Де Луки и Алесандро Киарато
- банковите self service MS 6050 (1995), дизайн Микеле Де Луки и Енрико Куел, и Minicad (ок. 1993), дизайн Микеле Де Луки и Марио Тримарки
- Olivetti Lyra (1995) – четец за кредитни карти, дизайн на Джордж Дж. Соудън
- Автоматична машина за билети Tecnotour Eltec (Olivetti) (1995) – в 2 варианта, дизайн Микеле Де Луки и Енрико Куел